# Carposinoidea
Carposinoidea Walsingham, 1897 è una superfamiglia di lepidotteri diffusa in tutti i continenti con oltre 300 specie.

## Etimologia
Il nome della superfamiglia si forma da quello del genere tipo della famiglia su cui essa si basa, Carposinidae, e cioè Carposina Herrich-Schäffer, 1853, che a sua volta trae origine dal termine greco καρπός (carpós=frutto), con riferimento al fatto che queste falene allo stadio larvale attaccano alcune piante da frutto.

## Descrizione
I membri di questa superfamiglia sono falene eteroneure appartenenti ai Ditrysia, con taglia da piccola a media (10-50 mm) e abitudini principalmente notturne.
Secondo Minet (1986), le principali caratteristiche autapomorfiche sarebbero fondamentalmente due: 1) ala anteriore con "ciuffi" di scaglie sollevate sulla pagina superiore; 2) ala posteriore con un "pettine" cubitale (una sorta di frangia di scaglie piliformi disposte in prossimità della base della cubito). In alcuni gruppi il secondo carattere è presente solo nelle femmine o addirittura assente in entrambi i sessi.
Un possibile carattere distintivo tra le due famiglie dei Carposinoidea è rappresentato dalla presenza di una venulazione alare pressoché completa nei Copromorphidae, mentre nei Carposinidae, che probabilmente si sono evoluti in un secondo tempo, è spesso più ridotta.
Il processo anterolaterale sul II sternite è sovente allungato e ricurvo, e la sua quasi completa assenza in taluni generi è da considerarsi un'evoluzione secondaria. L'edeago è munito di un coecum penis. Nella larva, di regola gli stigmi sono lievemente protrusi, e quelli sull'VIII somite addominale appaiono un po' più grandi e spostati verso la superficie dorsale. Anche questi particolari anatomici potrebbero essere considerati autapomorfici per la superfamiglia.

### Adulto

#### Capo
Il capo presenta piccole scaglie frontali, non molto sollevate e tutte rivolte verso il basso,  nonché ciuffi di scaglie più o meno sollevate ai lati del vertice.
Gli ocelli possono essere presenti, ma mancano i chaetosemata.
Nell'apparato boccale, i palpi mascellari presentano da uno a quattro articoli (solo tre nei Carposinidae). La spirotromba è presente e priva di scaglie. I palpi labiali sono sviluppati e diritti oppure rivolti verso l'alto.
Le antenne sono di forma variabile, ma con lo scapo privo di un pecten.

#### Torace
Nelle zampe, l'epifisi è presente e la formula degli speroni tibiali è 0-2-4; la metatibia può essere liscia oppure provvista di lunghe scaglie piliformi alquanto arruffate.
Nell'ala anteriore, lo pterostigma è più o meno sviluppato a seconda del gruppo. La spinarea è sempre presente. Nella femmina, il frenulum è costituito di regola da due o tre setole. In alcuni casi tutte le nervature sono separate, ma talvolta, al contrario, si osserva la confluenza tra Rs2 ed Rs3, oppure tra Rs3 ed Rs4, o ancora tra M3 e CuA1. CuP può essere robusta e libera oppure fortemente ridotta, mentre 1A+2A presenta una breve biforcazione basale. Sono ben distinguibili i caratteristici "ciuffi" di scaglie sollevate. Nella cellula discale dei Copromorphidae, la chorda e la base di M sono assenti o vestigiali.
Nell'ala posteriore, M3 e CuA1 possono essere unite completamente o solo parzialmente, oppure correre separate per tutta la propria lunghezza. CuP è sempre presente e ben definita. A ridosso della base di CuA, si osserva una sorta di "pettine", costituito da una frangia di scaglie piliformi. 1A+2A può mostrare una breve biforcazione basale, mentre 3A è presente.

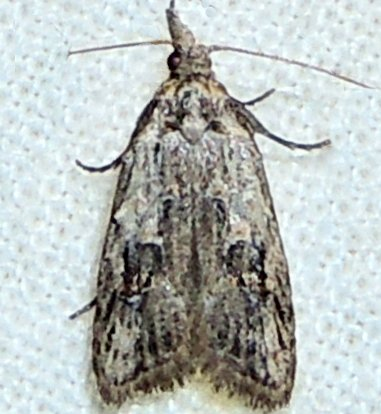
Carposina simulator

#### Addome
Nell'addome dei maschi si osserva una coppia di coremata, posti in prossimità del margine posteriore, talvolta situati anche nella parte anteriore. Nei Copromorphidae, il secondo sternite non presenta scaglie nella parte anteriore.
Nell'apparato genitale maschile l'uncus è ben sviluppato, e nei Copromorphidae può essere bifido. I socii sono assenti, mentre lo gnathos può essere presente e avere una struttura complessa e dentellata. Le valve possono essere semplici oppure alquanto allungate e ricurve. Il vinculum risulta privo di saccus. L'edeago presenta un coecum penis (alquanto allungato nei Carposinidae), e uno o più cornuti.
Nel genitale femminile, l'ovopositore non appare allungato nei Copromorphidae, mentre può esserlo nei Carposinidae. Le apofisi posteriori sono più lunghe di quelle anteriori. Il ductus bursae è membranoso e il corpus bursae e provvisto di un signum.

### Uovo
L'uovo può essere sferico e giallastro, come nel caso di Carposina sasakii.

### Larva
Le larve possiedono di regola una cuticola densamente rivestita di spinule smussate, ma non si osserva la presenza di setole secondarie. A maturazione completa raggiungono solitamente i 10 mm nei Copromorphidae (ma alcune specie tropicali possono arrivare anche a 45 mm) e non superano i 12 mm nei Carposinidae (con punte di 30 mm nei tropici).

#### Capo
Il capo è ipognato oppure semiprognato. Il frontoclipeo appare più allungato che largo. Sono presenti sei stemmata, di cui i primi cinque su un semicerchio e il sesto un po' più distante. Le setole anteriori A1, A2 ed A3 sono disposte a triangolo ottuso, con A2 più lontana dagli stemmata. Possono essere presenti setole rette da tubercoli, nonché processi ben sviluppati e articolati sul submento (bifidi nei Copromorphidae e semplici nei Carposinidae). I suddetti processi variano considerevolmente a seconda del gruppo preso in considerazione, da semplici protuberanze non ramificate, fino a vere e proprie appendici con funzione non ancora chiarita; un'analisi più dettagliata ha rivelato, in alcune di queste strutture, la presenza di tessuto muscolare, sebbene potrebbero anche avere una funzione sensoriale o ghiandolare; resta valida l'ipotesi che possano essere in relazione funzionale con l'attività della filiera; probabilmente solo l'osservazione del comportamento degli esemplari in vita potrà risolvere la questione.

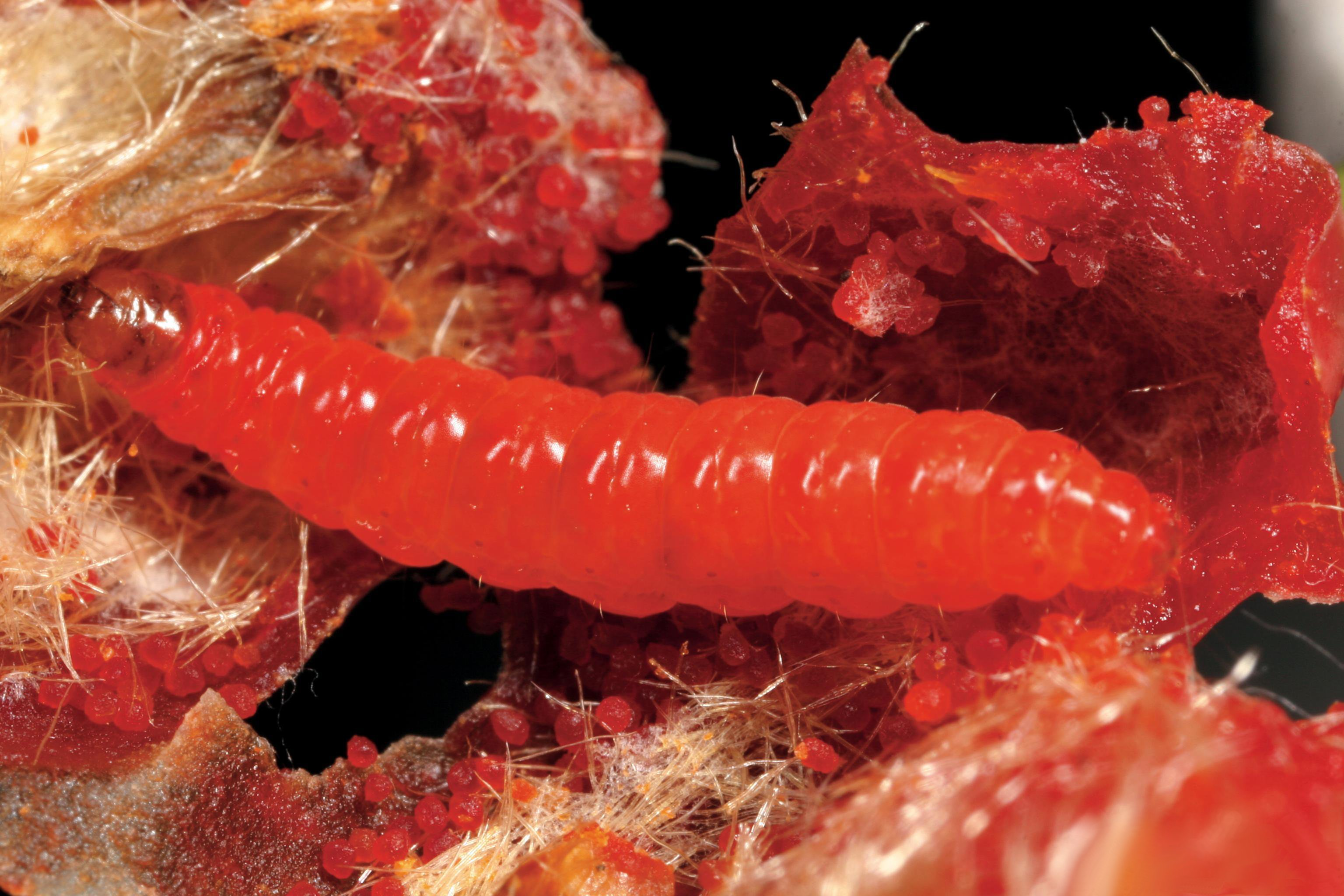
Larva di Carposina schirrhosella

#### Torace
Nel protorace, alquanto sviluppato, le setole laterali L sono due e si trovano sullo stesso pinaculum nei Carposinidae e in pochi generi di Copromorphidae, mentre sono retti da pinacula diversi negli altri casi. Gli spiracoli protoracici sono un po' più ingranditi.
In entrambe le famiglie, la setola subventrale SV è singola sul meso- e metatorace.

#### Addome
Nell'addome, nei primi otto segmenti, la setola laterale L2 è disposta anterodorsalmente rispetto a L1, ma non molto lontana da quest'ultima. La setola subdorsale SD1 è collocata anterodorsalmente (Copromorphidae), oppure dorsalmente (Carposinidae) rispetto agli spiracoli. La setola dorsale D1 è assente sul IX segmento nei Copromorphidae, ma presente nei Carposinidae.
Nei Copromorphidae, il gruppo SV è a singola setola sui segmenti I, II, VIII e IX, a doppia setola sul VII e a tripla nei segmenti da III a VI.
Nei Carposinidae, il gruppo SV è a singola setola nei segmenti VIII e IX, a doppia setola nei segmenti I e VII, a tripla setola nel segmento II e a quadrupla setola nei segmenti dal III al VI.
L'VIII segmento può avere spiracoli più sviluppati e talvolta, nei Copromorphidae, posizionati su un tubercolo.
Le pseudozampe non sono molto robuste, e nei Carposinidae hanno una lunghezza minore; sono presenti sui segmenti III-VI e X, con uncini disposti su un singolo ordine, benché in alcuni Copromorphidae siano parzialmente biseriali e disposti lungo un'ellisse incompleta.

### Pupa
La pupa è relativamente tozza e di tipo obtecto, con appendici fuse tra loro e col resto del corpo, ma possiede un tegumento fragile e traslucido, da cui si scorgono i profili del capo e del torace. Sul capo è presente una sutura epicraniale. Il labrum è ben sviluppato e fiancheggiato da lobi piliferi triangolari o più in generale dalle mandibole. I palpi mascellari sono ridotti, mentre quelli labiali sono esposti, così come i profemori. Il protorace è breve. I segmenti addominali V-VII (nel maschio) e V-VI (nella femmina) sono mobili. Non sono presenti spinule sulla superficie dei tergiti addominali. Il cremaster è rappresentato da gruppi di setole dall'estremità uncinata.

## Biologia

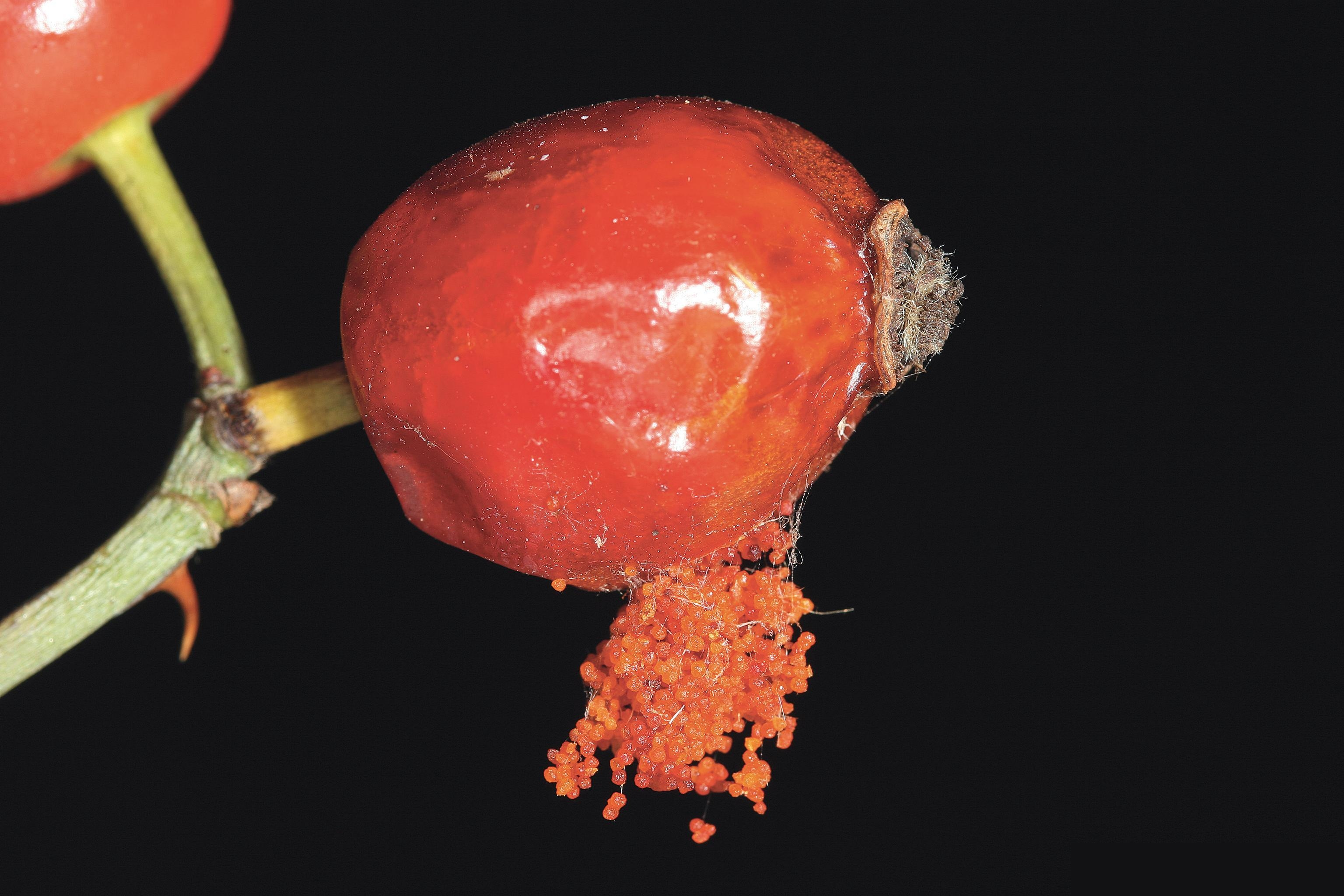
Danno provocato da una larva di Carposina scirrhosella

### Ciclo biologico
La biologia di parecchie specie è poco conosciuta, tuttavia, in linea generale, gli adulti hanno principalmente abitudini notturne e durante il giorno restano in posizione di riposo, sulla corteccia delle piante o sulle pietre.
Le uova sono deposte singolarmente sulla pianta nutrice.
Le larve sono per la maggior parte minatrici fogliari o comunque si alimentano in zone nascoste, al riparo dai potenziali predatori, in mezzo a foglie unite tra loro, oppure sopra o dentro a un frutto. Alcune specie di Carposinidae provocano la formazione di cecidi.
L'impupamento può avvenire all'interno della galleria scavata dalla larva, oppure lontano dalla pianta nutrice, in un bozzolo di solito ricoperto con frammenti del detrito, sul terreno oppure all'interno di una fessura. Non si ha fuoriuscita della pupa dal bozzolo o dal riparo, prima dell'emersione dell'adulto.

### Alimentazione
Le larve appartenenti a questo taxon si alimentano su un gran numero di piante nutrici; va considerato che in alcuni casi una specie può essere marcatamente polifaga e attaccare i vari membri di un unico genere vegetale, o anche di generi differenti. La lista riportata qui sotto non ha pertanto pretese di completezza. Tra le piante ospite, ricordiamo, a titolo di esempio:
- Berberidaceae Juss., 1789
  - Berberis L., 1753
    - Berberis vulgaris L., 1753 (crespino)
    - Berberis pinnata Lag., 1816
- Campanulaceae Juss., 1789
  - Clermontia Gaudich., 1829
    - Clermontia arborescens (H.Mann) Hillebr., 1888
    - Clermontia kakeana Meyen, 1835

  - Cyanea Gaudich., 1829
    - Cyanea humboldtiana (Gaudich.) Lammers, Givnish & Sytsma, 1993
- Casuarinaceae R. Br., 1814
  - Casuarina L., 1759
    - Casuarina equisetifolia L., 1759 (casuarina delle spiagge)
- Celastraceae R. Br., 1814
  - Cassine L., 1753
    - Cassine australis (Vent.) Kuntze, 1891
- Cornaceae Bercht. ex J. Presl, 1825
  - Cornus L., 1753
    - Cornus racemosa Lam., 1786
- Cunoniaceae R. Br., 1814
  - Schizomeria D.Don, 1830
    - Schizomeria ovata D.Don, 1830
- Elaeocarpaceae Juss. ex DC, 1824
  - Aristotelia L'Hér., 1785
    - Aristotelia serrata (J.R.Forst. & G.Forst.) Oliv., 1921

  - Elaeocarpus L., 1753
    - Elaeocarpus bifidus Hook. & Arn., 1832
- Ericaceae Juss., 1789
  - Arbutus L., 1753
    - Arbutus menziesii Pursh, 1813

  - Arctostaphylos Adans., 1763
  - Brachyloma Sond., 1845
  - Gaultheria L., 1753
    - Gaultheria shallon Pursh, 1813

  - Leucopogon R. Br., 1810
    - Leucopogon attenuatus A.Cunn., 1825

  - Styphelia Sm., 1795
  - Vaccinium L., 1753 (mirtilli)
    - Vaccinium ovatum Pursh, 1814
    - Vaccinium reticulatum Sm., 1817
- Euphorbiaceae Juss., 1789
  - Mallotus Lour., 1790
    - Mallotus oppositifolius (Geiseler) Müll.Arg., 1865
- Fabaceae Lindl., 1836
  - Acacia Mill., 1754
    - Acacia mangium Willd., 1806
- Fagaceae Dumort., 1829
  - Castanea Mill., 1754
    - Castanea crenata Siebold & Zucc., 1846 (castagno giapponese)

  - Quercus L., 1753 (querce)
    - Quercus coccifera L., 1753 (quercia spinosa)
- Gesneriaceae Rich. & Juss., 1816
  - Cyrtandra J.R. Forst. & G. Forst., 1775
    - Cyrtandra cordifolia Gaudich., 1829
- Goodeniaceae R.Br., 1810
  - Scaevola L., 1771
    - Scaevola chamissoniana Gaudich., 1829
- Grossulariaceae DC., 1805
  - Ribes L., 1753
    - Ribes alpinum L., 1753 (ribes rosso)
- Malvaceae Juss., 1789
  - Corchorus L., 1753
    - Corchorus olitorius L., 1753
- Melastomataceae Juss., 1789
  - Clidemia D. Don, 1823
    - Clidemia hirta D. Don, 1823

  - Miconia Ruiz & Pav., 1794
    - Miconia calvescens DC., 1828
- Moraceae Gaudich., 1835
  - Ficus L., 1753
    - Ficus benghalensis L., 1753 (baniano)
    - Ficus carica L., 1753 (fico comune)
    - Ficus coronata Spin, 1818
    - Ficus fraseri Miq., 1848
    - Ficus mucuso Welw. ex Ficalho, 1884
- Myrsinaceae R. Br., 1819
  - Myrsine L., 1753
    - Myrsine lessertiana A. DC., 1841
- Myrtaceae Juss., 1789
  - Acca O. Berg, 1856
    - Acca sellowiana (O.Berg) Burret, 1941 (feijoa)

  - Corymbia K.D. Hill & L.A.S. Johnson, 1995
    - Corymbia maculata (Hook.) K.D.Hill & L.A.S.Johnson, 1995

  - Eucalyptus L'Hér., 1788 (eucalipti)
    - Eucalyptus obtusiflora A.Cunn. ex DC., 1828
    - Eucalyptus pauciflora Sieber ex Spreng., 1827

  - Eugenia L., 1753
    - Eugenia capensis (Eckl. & Zeyh.) Harv., 1838

  - Metrosideros Banks ex Gaertn., 1788
    - Metrosideros polymorpha Gaudich., 1830

  - Psidium L., 1753
    - Psidium guajava L., 1753 (guava)

  - Syzygium P. Browne ex Gaertn., 1788
    - Syzygium cumini (L.) Skeels, 1912
    - Syzygium sandwicense (A.Gray) Müll.Stuttg., 1864
- Ochnaceae DC., 1811
  - Krukoviella A.C. Sm., 1939
- Oleaceae Hoffmanns. & Link, 1809
  - Nestegis Raf., 1838
    - Nestegis sandwicensis (A.Gray) O.Deg., I.Deg. & L.A.S.Johnson, 1958

  - Olea L., 1753
    - Olea europaea L., 1753 (ulivo)
- Phyllanthaceae Martinov, 1820
  - Bridelia Willd., 1806
    - Bridelia micrantha (Hochst.) Baill., 1863

  - Maesobotrya Benth., 1879
- Pinaceae Spreng. ex Rudolphi, 1830
  - Pinus L., 1753 (pino)
    - Pinus cembra L., 1753 (pino cembro)
    - Pinus jeffreyi A.Murray bis, 1853 (pino di Jeffrey)
    - Pinus ponderosa Douglas ex C.Lawson, 1836 (pino giallo)
- Poaceae Barnhart, 1895
  - Saccharum L., 1753
    - Saccharum officinarum L., 1753 (canna da zucchero)
- Podocarpaceae Endl., 1847
  - Dacrydium Sol. ex G.Forst.,1786
    - Dacrydium cupressinum Sol. ex G.Forst., 1786 (rimu)

  - Podocarpus Labill., 1806
    - Podocarpus neriifolius D.Don, 1824
- Proteaceae Juss., 1789
  - Banksia L. f., 1782
    - Banksia dentata L. f., 1782
    - Banksia ericifolia L. f., 1782

  - Hakea Schrad., 1798
    - Hakea nodosa R.Br., 1810
    - Hakea sericea Schrad. & J.C.Wendl., 1797
- Rhamnaceae Juss., 1789
  - Ziziphus Mill., 1754
    - Ziziphus jujuba Mill., 1768 (giuggiolo)
- Rosaceae Juss., 1789
  - Crataegus L., 1753
    - Crataegus azarolus L., 1753 (azzeruolo)

  - Cydonia Mill., 1754
    - Cydonia oblonga Mill., 1768 (cotogno)

  - Malus Mill., 1754
    - Malus domestica Borkh., 1803 (melo)
    - Malus pumila Mill., 1768
    - Malus sieboldii (Regel) Rehder, 1915

  - Prunus L., 1753
    - Prunus domestica L., 1753 (susino europeo)
    - Prunus dulcis (Mill.) D.A.Webb, 1967 (mandorlo)
    - Prunus persica (L.) Batsch, 1801 (pesco)
    - Prunus virginiana L., 1753

  - Pyrus L., 1753
    - Pyrus communis L., 1753 (pero comune)

  - Rosa L., 1753
    - Rosa canina L., 1753 (rosa canina)
    - Rosa rubiginosa L., 1771
    - Rosa rugosa Thunb., 1784

  - Rubus L., 1753
    - Rubus fruticosus L., 1753 (rovo comune)
    - Rubus idaeus L., 1753 (lampone)
- Rubiaceae Juss., 1789
  - Gouldia A. Gray, 1859
  - Kadua Cham. & Schltdl., 1829
    - Kadua acuminata Cham. & Schltdl., 1829

  - Psydrax Gaertn., 1788
    - Psydrax odorata (G.Forst.) A.C.Sm. & S.P.Darwin, 1988 (alahe)
- Rutaceae Juss., 1789
  - Citrus L., 1753
    - Citrus australis (A.Cunn. ex Mudie) Planch., 1858
- Sapotaceae Juss., 1789
  - Sideroxylon L., 1753
    - Sideroxylon polynesicum (Hillebr.) Smedmark & Anderb., 2007

### Parassitoidismo
Sono noti fenomeni di parassitoidismo sulle larve dei Carposinoidea, effettuato da diverse specie di imenotteri appartenenti alle superfamiglie Chalcidoidea e Ichneumonoidea; tra queste citiamo:
- Chalcidoidea Latreille, 1817
  - Eulophidae Westwood, 1829
    - Dicladocerus westwoodii Westwood, 1832
    - Euderus metallicus (Ashmead, 1901)

  - Eupelmidae Walker, 1833
    - Eupelmus Dalman, 1820
- Ichneumonoidea Latreille, 1802
  - Braconidae Nees, 1811
    - Apanteles carposinae Wilkinson, 1938
    - Ascogaster reticulata Watanabe, 1967
    - Bracon variator Nees, 1811
    - Chelonus abditus Tobias, 1961
    - Chelonus chinensis Zhang, 1984
    - Chelonus insolitus McComb, 1968
    - Chelonus sulcatus Jurine, 1807
    - Therophilus festivus (Muesebeck, 1953)

  - Ichneumonidae Latreille, 1802
    - Hypsicera nelsonensis Berry, 1990
    - Pimpla alboannulata Uchida, 1928
    - Pristomerus hawaiiensis Perkins, 1910
    - Trathala flavoorbitalis (Cameron, 1907)

## Rilevanza economica
La specie Carposina sasakii (Carposinidae) rappresenta una seria avversità per meli e peschi in Giappone, in Cina e negli Stati Uniti d'America. Nella lotta biologica sono stati utilizzati, oltre ad alcuni dei già citati parassitoidi (vedi paragrafo), anche dei nematodi entomopatogeni quali Steinernema carpocapsae e Steinernema feltiae, già utilizzati per il controllo di altre avversità delle piante da frutto e ornamentali.
Sporadicamente sono stati anche riportati danni alle coltivazioni di mandorlo ad opera di Bondia comonana (Carposinidae); le contromisure in questo caso hanno visto l'utilizzo di insetticidi appartenenti al gruppo dei carbammati, come ad esempio il Carbaryl (1-naftil-metilcarbamato).

## Distribuzione e habitat

L'ecozona indomalese ha la maggior ricchezza in specie tra i Carposinoidea

Il taxon è cosmopolita, con una ricchezza in specie molto più consistente nelle ecozone indomalese ed australasiana.
L'habitat è rappresentato da zone verdi, boschi e foreste, a partire dalle fasce temperate fino a quella tropicale.

## Tassonomia
Carposinoidea Walsingham, 1897 - Trans. ent. Soc. Lond. 1897(1): 59 - genere tipo: Carposina Herrich-Schäffer, 1853 - Syst. Bearb. Schmett. 5: 10.
Si fa qui riferimento al genere tipo Carposina, determinato da Fletcher & Nye nel 1991. In precedenza, nel 1897, Walsingham aveva indicato impropriamente il genere Autogriphus.
In passato (e.g. in Stehr, 1987), venivano ascritte tra i Copromorphoidea, oltre a Copromorphidae e Carposinidae, anche altre famiglie quali Alucitidae, Epermeniidae e Glyphipterigidae, in seguito inserite in altre superfamiglie; il nome Copromorphoidea Meyrick, 1905 è da considerarsi un sinonimo di Carposinoidea, poiché quest'ultimo, sebbene introdotto da Diakonoff nel 1961 come nome di superfamiglia, e utilizzato in diversi studi prima del 2000, tuttavia è attribuibile a Walsingham (che lo usò come "Carposinae" nel 1897), quale autore del nome della sottofamiglia su cui si basa.

### Famiglie e generi
La superfamiglia si compone di due famiglie per un totale di 50 generi e 352 specie, diffuse in tutti i continenti:
- Carposinidae Walsingham, 1897 - Trans. ent. Soc. Lond. 1897(1): 59 (indicato come "Carposinae")[1] - (31 generi, 290 specie; cosmopolita)
  - Actenoptila Diakonoff, 1954 - Verh. Akad. Vet. Amst. (Afd. Natuurk.) (2) 49(4): 145 (3 specie; Nuova Guinea)
  - Alexotypa Diakonoff, 1989 - Zool. Verh. Leiden 251: 35 (3 specie; Cina, Giappone e India)[13]
  - Anomoeosis Diakonoff, 1954 - Verh. Akad. Vet. Amst. (Afd. Natuurk.) (2) 49(4): 139 (4 specie; Nuova Guinea)
  - Archostola Diakonoff, 1949 - Treubia 20: 40 (6 specie; Cina e Indonesia)
  - Atoposea Davis, 1969 - Bull. U. S. natn. Mus. 289: 39 (1 specie; Colombia)
  - Blipta Diakonoff, 1954 - Verh. Akad. Vet. Amst. (Afd. Natuurk.) (2) 49(4): 156 (2 specie; Nuova Guinea)
  - Bondia Newman, 1856 - Trans Ent. Soc. Lond. (2)3: 289 (12 specie; Australia, Canada e Stati Uniti d'America)
  - Camacostoma Diakonoff, 1954 - Verh. Akad. Vet. Amst. (Afd. Natuurk.) (2) 49(4): 136 (1 specie; Nuova Guinea)
  - Campylarchis Diakonoff, 1968 - Bull. U. S. natn. Mus. 257: 100 (1 specie; Filippine)
  - Carposina Herrich-Schäffer, 1853 - Schmett. Eur. 5: 10 (127 specie; cosmopolita) (genere tipo)
  - Commatarcha Meyrick, 1935 - Exot. Micr. 4: 594 (8 specie; Pakistan, India, Cina, Giappone)
  - Coscinoptycha Meyrick, 1881 - Proc. Linn. Soc. N. S. Wales 6(3): 700 (1 specie; Australia, Nuova Zelanda, Nuova Caledonia)
  - Desiarchis Diakonoff, 1951 - Ark. Zool. (N. S.) 3: 69 (1 specie; Birmania)
  - Epicopistis Turner, 1933 - Trans. roy. Soc. S. Austr. 57: 179 (1 specie; Australia)
  - Glaphyrarcha Meyrick, 1938 - Trans. roy. Soc. N. Zeal. 67: 428 (1 specie; Nuova Zelanda)
  - Heterogymna Meyrick, 1913 - Exot. Micr. 1: 73 (18 specie; India, Bhutan, Cina, Giappone, Malaysia, Indonesia, Filippine, Nuova Guinea e Vanuatu)
  - Hystrichomorpha Diakonoff, 1954 - Verh. Akad. Vet. Amst. (Afd. Natuurk.) (2) 49(4): 159 (1 specie; Nuova Guinea)
  - Meridarchis Zeller, 1867 - Stett. Ent. Zeit. 28: 407 (51 specie; Africa, Asia e Oceania)
  - Mesodica Diakonoff, 1949 - Treubia 20: 41 (3 specie; India e Indonesia)
  - Metacosmesis Diakonoff, 1949 - Treubia 20: 48 (5 specie; Arabia Saudita, Sri Lanka, Indonesia e Filippine)
  - Metrogenes Meyrick, 1926 - Sarawak Mus. J. 3(9): 161 (1 specie; Malesia)
  - Nosphidia Diakonoff, 1982 - Zool. Verh. Leiden 193: 104 (1 specie; Sri Lanka)
  - Paramorpha Meyrick, 1881 - Proc. Linn. Soc. N. S. Wales 6: 696 (12 specie; Sri Lanka, Indonesia, Australia e Nuova Zelanda)
  - Peragrarchis Diakonoff, 1959 - Bull. Brit. Mus. (Nat. Hist.) Ent. 8(3): 124 (6 specie; Riunione, India, Cina, Giappone, Nuova Guinea, Australia, Vanuatu)
  - Peritrichocera Diakonoff, 1961 - Ann. Soc. ent. Fr. 130: 74 (2 specie; Riunione)
  - Picrorrhyncha Meyrick, 1922 - Exot. Micr. 2: 550 (3 specie; India e Papua Nuova Guinea)
  - Scopalostoma Diakonoff, 1957 - Mém. Inst. sci. Madag. (E) 8: 279 (2 specie; Riunione)
  - Sosineura Meyrick, 1910 - Proc. Linn. Soc. N. S. Wales 35: 157 (1 specie; Australia)
  - Spartoneura Diakonoff, 1954 - Verh. Akad. Vet. Amst. (Afd. Natuurk.) (2) 49(4): 134 (1 specie; Nuova Guinea)
  - Tesuquea Klots, 1936 - Amer. Mus. Nov. 867: 4 (1 specie; Stati Uniti d'America)
  - Xyloides Diakonoff, 1954 - Verh. Akad. Vet. Amst. (Afd. Natuurk.) (2) 49(4): 158 (1 specie; Nuova Guinea)
- Copromorphidae Meyrick, 1905 - Journ. Bombay Nat. Hist. Soc. 16: 606[25] (19 generi, 62 specie; tutti i continenti tranne l'Europa)
  - Aegidomorpha Meyrick, 1932 - Exot. Micr. 4: 228 (1 specie; Cina)
  - Cathelotis Meyrick, 1926 - Exot. Micr. 3: 241 (1 specie; Colombia)
  - Copromorpha Meyrick, 1886 - Trans. Ent. Soc. Lond. 1886: 281[26] (26 specie; Africa, Asia e Oceania)
  - Dryanassa Meyrick, 1936 - Exot. Micr. 5: 40 (1 specie; Tahiti)
  - Ellabella Busck, 1925 - Proc. Ent Soc. Wash 27: 46 (5 specie; Cina, Canada, Stati Uniti d'America)
  - Endothamna Meyrick, 1922 - Ent. Mitt. 11: 46 (1 specie; Cile)
  - Isonomeutis Meyrick, 1888 - Trans. N. Z. Inst. 20: 75 (2 specie; Nuova Zelanda)
  - Lotisma Busck, 1909 - Proc. Ent. Soc. Wash. 11: 98 (2 specie; America settentrionale e centrale)
  - Neophylarcha Meyrick, 1926 - Exot. Micr. 3: 240 (1 specie; Guyana e Guyana francese)
  - Ordrupia Busck, 1911 - Proc. U. S. nat. Mus. 40: 228 (5 specie; Panama, Trinidad, Guyana, Perù)
  - Osidryas Meyrick, 1916 - Exot. Micr. 2: 7 (3 specie; Indonesia e Australia)
  - Phanerochersa Meyrick, 1926 - Exot. Micr. 3: 244 (1 specie; Nuova Irlanda)
  - Phaulophara Turner, 1916 - Trans. roy. Soc. S. Aust. 40: 500 (1 specie; Australia)
  - Phycomorpha Meyrick, 1914 - Trans. N. Z. Inst. 46: 106 (4 specie; Colombia, Australia, Nuova Zelanda, Samoa)
  - Rhopalosetia Meyrick, 1926 - ''Exot. Micr. 3: 241 (1 specie; Guyana francese)
  - Rhynchoferella Strand, 1915 - Ent. Mitt. 4: 182 (4 specie; Ghana, Camerun, Kenya, Madagascar e Sudafrica)
  - Saridacma Meyrick, 1930 - Annln naturh. Mus. Wien. 44: 259 (1 specie; Brasile)
  - Syncamaris Meyrick, 1932 - Exot. Micr. 4: 262 (1 specie; Brasile)
  - Tanymecica Turner, 1916 - Trans. roy. Soc. S. Aust. 40: 500 (1 specie; Australia)

È controversa l'appartenenza del genere aberrante Isonomeutis ai Copromorphidae, considerando una serie di caratteristiche che lo differenziano rispetto a tutti gli altri; tra queste possiamo citare la larva predatrice che si nutre di Coccoidea Margarodidae (Hemiptera), l'edeago privo di coecum, il gruppo L con tre setole sul protorace, la diversa struttura del II sternite addominale e del submento; potrebbe trattarsi di una errata collocazione oppure di un taxon evolutosi come sister group rispetto a tutti gli altri Copromorphidae.
Il genere Phaulophara Turner, 1916, in precedenza incluso nei Copromorphidae, fu spostato negli Psychidae da Robinson & Nielsen nel 1993, quale sinonimo di Napecoetes; tuttavia, secondo il parere di Sobczyk (2011), la specie tipo Phaulophara belogramma Turner, 1916, potrebbe essere un Copromorphidae.
Nell'attesa che si rendano disponibili dati più certi, non viene qui riportato tra i Carposinoidea il genere Araeolepia Walsingham, 1881, di collocazione controversa e solitamente incluso nei Plutellidae, benché Sohn (2016) abbia suggerito una possibile appartenenza ai Copromorphidae.

### Sinonimi
È stato riportato un solo sinonimo:
- Copromorphoidea Meyrick, 1905 - Journ. Bombay Nat. Hist. Soc. 16: 606[25] - genere tipo: Copromorpha Meyrick, 1886 - Trans. Ent. Soc. Lond. 1886: 281.[26]

## Filogenesi
Qui sotto è mostrato un albero filogenetico ricavato da quello proposto da Kristensen nel 1999 (il nome utilizzato per la superfamiglia è ancora Copromorphoidea):
|             | Galacticoidea |
|             | |
|             | Zygenoidea/Cossoidea/Sesioidea |
|             | |
|             | Choreutoidea |
|             | |
|             | Tortricoidea |
|             | |
|             | Urodoidea |
|             | |
|             | Schreckensteinioidea |
|             | |
|             | Epermenioidea |
|             | |
|             | Alucitoidea/Pterophoroidea |
|             | |
| Obtectomera | \| \| Whalleyanoidea \| \| \| \| \| \| Immoidea \| \| \| \| \| \| Copromorphoidea \| \| \| \| \| \| Hyblaeoidea \| \| \| \| \| \| Pyraloidea \| \| \| \| \| \| Thyridoidea \| \| \| \| \| \| Macrolepidoptera \| \| \| \| |
|             | \| \| Whalleyanoidea \| \| \| \| \| \| Immoidea \| \| \| \| \| \| Copromorphoidea \| \| \| \| \| \| Hyblaeoidea \| \| \| \| \| \| Pyraloidea \| \| \| \| \| \| Thyridoidea \| \| \| \| \| \| Macrolepidoptera \| \| \| \| |
|             | Whalleyanoidea |
|             | |
|             | Immoidea |
|             | |
|             | Copromorphoidea |
|             | |
|             | Hyblaeoidea |
|             | |
|             | Pyraloidea |
|             | |
|             | Thyridoidea |
|             | |
|             | Macrolepidoptera |
|             | |

|  | Whalleyanoidea   |
|  |                  |
|  | Immoidea         |
|  |                  |
|  | Copromorphoidea  |
|  |                  |
|  | Hyblaeoidea      |
|  |                  |
|  | Pyraloidea       |
|  |                  |
|  | Thyridoidea      |
|  |                  |
|  | Macrolepidoptera |
|  |                  |

|             | Galacticoidea |
|             | |
|             | Zygenoidea/Cossoidea/Sesioidea |
|             | |
|             | Choreutoidea |
|             | |
|             | Tortricoidea |
|             | |
|             | Urodoidea |
|             | |
|             | Schreckensteinioidea |
|             | |
|             | Epermenioidea |
|             | |
|             | Alucitoidea/Pterophoroidea |
|             | |
| Obtectomera | \| \| Whalleyanoidea \| \| \| \| \| \| Immoidea \| \| \| \| \| \| Copromorphoidea \| \| \| \| \| \| Hyblaeoidea \| \| \| \| \| \| Pyraloidea \| \| \| \| \| \| Thyridoidea \| \| \| \| \| \| Macrolepidoptera \| \| \| \| |
|             | \| \| Whalleyanoidea \| \| \| \| \| \| Immoidea \| \| \| \| \| \| Copromorphoidea \| \| \| \| \| \| Hyblaeoidea \| \| \| \| \| \| Pyraloidea \| \| \| \| \| \| Thyridoidea \| \| \| \| \| \| Macrolepidoptera \| \| \| \| |
|             | Whalleyanoidea |
|             | |
|             | Immoidea |
|             | |
|             | Copromorphoidea |
|             | |
|             | Hyblaeoidea |
|             | |
|             | Pyraloidea |
|             | |
|             | Thyridoidea |
|             | |
|             | Macrolepidoptera |
|             | |

|  | Whalleyanoidea   |
|  |                  |
|  | Immoidea         |
|  |                  |
|  | Copromorphoidea  |
|  |                  |
|  | Hyblaeoidea      |
|  |                  |
|  | Pyraloidea       |
|  |                  |
|  | Thyridoidea      |
|  |                  |
|  | Macrolepidoptera |
|  |                  |

|             | Galacticoidea |
|             | |
|             | Zygenoidea/Cossoidea/Sesioidea |
|             | |
|             | Choreutoidea |
|             | |
|             | Tortricoidea |
|             | |
|             | Urodoidea |
|             | |
|             | Schreckensteinioidea |
|             | |
|             | Epermenioidea |
|             | |
|             | Alucitoidea/Pterophoroidea |
|             | |
| Obtectomera | \| \| Whalleyanoidea \| \| \| \| \| \| Immoidea \| \| \| \| \| \| Copromorphoidea \| \| \| \| \| \| Hyblaeoidea \| \| \| \| \| \| Pyraloidea \| \| \| \| \| \| Thyridoidea \| \| \| \| \| \| Macrolepidoptera \| \| \| \| |
|             | \| \| Whalleyanoidea \| \| \| \| \| \| Immoidea \| \| \| \| \| \| Copromorphoidea \| \| \| \| \| \| Hyblaeoidea \| \| \| \| \| \| Pyraloidea \| \| \| \| \| \| Thyridoidea \| \| \| \| \| \| Macrolepidoptera \| \| \| \| |
|             | Whalleyanoidea |
|             | |
|             | Immoidea |
|             | |
|             | Copromorphoidea |
|             | |
|             | Hyblaeoidea |
|             | |
|             | Pyraloidea |
|             | |
|             | Thyridoidea |
|             | |
|             | Macrolepidoptera |
|             | |

|  | Whalleyanoidea   |
|  |                  |
|  | Immoidea         |
|  |                  |
|  | Copromorphoidea  |
|  |                  |
|  | Hyblaeoidea      |
|  |                  |
|  | Pyraloidea       |
|  |                  |
|  | Thyridoidea      |
|  |                  |
|  | Macrolepidoptera |
|  |                  |

|             | Galacticoidea |
|             | |
|             | Zygenoidea/Cossoidea/Sesioidea |
|             | |
|             | Choreutoidea |
|             | |
|             | Tortricoidea |
|             | |
|             | Urodoidea |
|             | |
|             | Schreckensteinioidea |
|             | |
|             | Epermenioidea |
|             | |
|             | Alucitoidea/Pterophoroidea |
|             | |
| Obtectomera | \| \| Whalleyanoidea \| \| \| \| \| \| Immoidea \| \| \| \| \| \| Copromorphoidea \| \| \| \| \| \| Hyblaeoidea \| \| \| \| \| \| Pyraloidea \| \| \| \| \| \| Thyridoidea \| \| \| \| \| \| Macrolepidoptera \| \| \| \| |
|             | \| \| Whalleyanoidea \| \| \| \| \| \| Immoidea \| \| \| \| \| \| Copromorphoidea \| \| \| \| \| \| Hyblaeoidea \| \| \| \| \| \| Pyraloidea \| \| \| \| \| \| Thyridoidea \| \| \| \| \| \| Macrolepidoptera \| \| \| \| |
|             | Whalleyanoidea |
|             | |
|             | Immoidea |
|             | |
|             | Copromorphoidea |
|             | |
|             | Hyblaeoidea |
|             | |
|             | Pyraloidea |
|             | |
|             | Thyridoidea |
|             | |
|             | Macrolepidoptera |
|             | |

|  | Whalleyanoidea   |
|  |                  |
|  | Immoidea         |
|  |                  |
|  | Copromorphoidea  |
|  |                  |
|  | Hyblaeoidea      |
|  |                  |
|  | Pyraloidea       |
|  |                  |
|  | Thyridoidea      |
|  |                  |
|  | Macrolepidoptera |
|  |                  |

Di seguito viene invece riportato un albero filogenetico ricavato dallo studio di Heikkila et al. (2015), successivo al cambio di nome stabilito da Van Nieukerken et al. (2011):
|  | Phycomorpha metachrysa |
|  |                        |
|  | Copromorpha sp.        |
|  |                        |

|  | Carposina sp.                                                               |
|  |                                                                             |
|  | \| \| Heterocrossa eriphylla \| \| \| \| \| \| Sosineura mimica \| \| \| \| |
|  |                                                                             |
|  | Heterocrossa eriphylla                                                      |
|  |                                                                             |
|  | Sosineura mimica                                                            |
|  |                                                                             |

|  | Heterocrossa eriphylla |
|  |                        |
|  | Sosineura mimica       |
|  |                        |

|  | Carposina sp.                                                               |
|  |                                                                             |
|  | \| \| Heterocrossa eriphylla \| \| \| \| \| \| Sosineura mimica \| \| \| \| |
|  |                                                                             |
|  | Heterocrossa eriphylla                                                      |
|  |                                                                             |
|  | Sosineura mimica                                                            |
|  |                                                                             |

|  | Heterocrossa eriphylla |
|  |                        |
|  | Sosineura mimica       |
|  |                        |

|  | Phycomorpha metachrysa |
|  |                        |
|  | Copromorpha sp.        |
|  |                        |

|  | Carposina sp.                                                               |
|  |                                                                             |
|  | \| \| Heterocrossa eriphylla \| \| \| \| \| \| Sosineura mimica \| \| \| \| |
|  |                                                                             |
|  | Heterocrossa eriphylla                                                      |
|  |                                                                             |
|  | Sosineura mimica                                                            |
|  |                                                                             |

|  | Heterocrossa eriphylla |
|  |                        |
|  | Sosineura mimica       |
|  |                        |

|  | Carposina sp.                                                               |
|  |                                                                             |
|  | \| \| Heterocrossa eriphylla \| \| \| \| \| \| Sosineura mimica \| \| \| \| |
|  |                                                                             |
|  | Heterocrossa eriphylla                                                      |
|  |                                                                             |
|  | Sosineura mimica                                                            |
|  |                                                                             |

|  | Heterocrossa eriphylla |
|  |                        |
|  | Sosineura mimica       |
|  |                        |

|  | Phycomorpha metachrysa |
|  |                        |
|  | Copromorpha sp.        |
|  |                        |

|  | Carposina sp.                                                               |
|  |                                                                             |
|  | \| \| Heterocrossa eriphylla \| \| \| \| \| \| Sosineura mimica \| \| \| \| |
|  |                                                                             |
|  | Heterocrossa eriphylla                                                      |
|  |                                                                             |
|  | Sosineura mimica                                                            |
|  |                                                                             |

|  | Heterocrossa eriphylla |
|  |                        |
|  | Sosineura mimica       |
|  |                        |

|  | Carposina sp.                                                               |
|  |                                                                             |
|  | \| \| Heterocrossa eriphylla \| \| \| \| \| \| Sosineura mimica \| \| \| \| |
|  |                                                                             |
|  | Heterocrossa eriphylla                                                      |
|  |                                                                             |
|  | Sosineura mimica                                                            |
|  |                                                                             |

|  | Heterocrossa eriphylla |
|  |                        |
|  | Sosineura mimica       |
|  |                        |

|  | Phycomorpha metachrysa |
|  |                        |
|  | Copromorpha sp.        |
|  |                        |

|  | Carposina sp.                                                               |
|  |                                                                             |
|  | \| \| Heterocrossa eriphylla \| \| \| \| \| \| Sosineura mimica \| \| \| \| |
|  |                                                                             |
|  | Heterocrossa eriphylla                                                      |
|  |                                                                             |
|  | Sosineura mimica                                                            |
|  |                                                                             |

|  | Heterocrossa eriphylla |
|  |                        |
|  | Sosineura mimica       |
|  |                        |

|  | Carposina sp.                                                               |
|  |                                                                             |
|  | \| \| Heterocrossa eriphylla \| \| \| \| \| \| Sosineura mimica \| \| \| \| |
|  |                                                                             |
|  | Heterocrossa eriphylla                                                      |
|  |                                                                             |
|  | Sosineura mimica                                                            |
|  |                                                                             |

|  | Heterocrossa eriphylla |
|  |                        |
|  | Sosineura mimica       |
|  |                        |

|  | Phycomorpha metachrysa |
|  |                        |
|  | Copromorpha sp.        |
|  |                        |

|  | Carposina sp.                                                               |
|  |                                                                             |
|  | \| \| Heterocrossa eriphylla \| \| \| \| \| \| Sosineura mimica \| \| \| \| |
|  |                                                                             |
|  | Heterocrossa eriphylla                                                      |
|  |                                                                             |
|  | Sosineura mimica                                                            |
|  |                                                                             |

|  | Heterocrossa eriphylla |
|  |                        |
|  | Sosineura mimica       |
|  |                        |

|  | Carposina sp.                                                               |
|  |                                                                             |
|  | \| \| Heterocrossa eriphylla \| \| \| \| \| \| Sosineura mimica \| \| \| \| |
|  |                                                                             |
|  | Heterocrossa eriphylla                                                      |
|  |                                                                             |
|  | Sosineura mimica                                                            |
|  |                                                                             |

|  | Heterocrossa eriphylla |
|  |                        |
|  | Sosineura mimica       |
|  |                        |

|  | Phycomorpha metachrysa |
|  |                        |
|  | Copromorpha sp.        |
|  |                        |

|  | Carposina sp.                                                               |
|  |                                                                             |
|  | \| \| Heterocrossa eriphylla \| \| \| \| \| \| Sosineura mimica \| \| \| \| |
|  |                                                                             |
|  | Heterocrossa eriphylla                                                      |
|  |                                                                             |
|  | Sosineura mimica                                                            |
|  |                                                                             |

|  | Heterocrossa eriphylla |
|  |                        |
|  | Sosineura mimica       |
|  |                        |

|  | Carposina sp.                                                               |
|  |                                                                             |
|  | \| \| Heterocrossa eriphylla \| \| \| \| \| \| Sosineura mimica \| \| \| \| |
|  |                                                                             |
|  | Heterocrossa eriphylla                                                      |
|  |                                                                             |
|  | Sosineura mimica                                                            |
|  |                                                                             |

|  | Heterocrossa eriphylla |
|  |                        |
|  | Sosineura mimica       |
|  |                        |

|  | Phycomorpha metachrysa |
|  |                        |
|  | Copromorpha sp.        |
|  |                        |

|  | Carposina sp.                                                               |
|  |                                                                             |
|  | \| \| Heterocrossa eriphylla \| \| \| \| \| \| Sosineura mimica \| \| \| \| |
|  |                                                                             |
|  | Heterocrossa eriphylla                                                      |
|  |                                                                             |
|  | Sosineura mimica                                                            |
|  |                                                                             |

|  | Heterocrossa eriphylla |
|  |                        |
|  | Sosineura mimica       |
|  |                        |

|  | Carposina sp.                                                               |
|  |                                                                             |
|  | \| \| Heterocrossa eriphylla \| \| \| \| \| \| Sosineura mimica \| \| \| \| |
|  |                                                                             |
|  | Heterocrossa eriphylla                                                      |
|  |                                                                             |
|  | Sosineura mimica                                                            |
|  |                                                                             |

|  | Heterocrossa eriphylla |
|  |                        |
|  | Sosineura mimica       |
|  |                        |

|  | Phycomorpha metachrysa |
|  |                        |
|  | Copromorpha sp.        |
|  |                        |

|  | Carposina sp.                                                               |
|  |                                                                             |
|  | \| \| Heterocrossa eriphylla \| \| \| \| \| \| Sosineura mimica \| \| \| \| |
|  |                                                                             |
|  | Heterocrossa eriphylla                                                      |
|  |                                                                             |
|  | Sosineura mimica                                                            |
|  |                                                                             |

|  | Heterocrossa eriphylla |
|  |                        |
|  | Sosineura mimica       |
|  |                        |

|  | Carposina sp.                                                               |
|  |                                                                             |
|  | \| \| Heterocrossa eriphylla \| \| \| \| \| \| Sosineura mimica \| \| \| \| |
|  |                                                                             |
|  | Heterocrossa eriphylla                                                      |
|  |                                                                             |
|  | Sosineura mimica                                                            |
|  |                                                                             |

|  | Heterocrossa eriphylla |
|  |                        |
|  | Sosineura mimica       |
|  |                        |

|  | Phycomorpha metachrysa |
|  |                        |
|  | Copromorpha sp.        |
|  |                        |

|  | Carposina sp.                                                               |
|  |                                                                             |
|  | \| \| Heterocrossa eriphylla \| \| \| \| \| \| Sosineura mimica \| \| \| \| |
|  |                                                                             |
|  | Heterocrossa eriphylla                                                      |
|  |                                                                             |
|  | Sosineura mimica                                                            |
|  |                                                                             |

|  | Heterocrossa eriphylla |
|  |                        |
|  | Sosineura mimica       |
|  |                        |

|  | Carposina sp.                                                               |
|  |                                                                             |
|  | \| \| Heterocrossa eriphylla \| \| \| \| \| \| Sosineura mimica \| \| \| \| |
|  |                                                                             |
|  | Heterocrossa eriphylla                                                      |
|  |                                                                             |
|  | Sosineura mimica                                                            |
|  |                                                                             |

|  | Heterocrossa eriphylla |
|  |                        |
|  | Sosineura mimica       |
|  |                        |

|  | Phycomorpha metachrysa |
|  |                        |
|  | Copromorpha sp.        |
|  |                        |

|  | Carposina sp.                                                               |
|  |                                                                             |
|  | \| \| Heterocrossa eriphylla \| \| \| \| \| \| Sosineura mimica \| \| \| \| |
|  |                                                                             |
|  | Heterocrossa eriphylla                                                      |
|  |                                                                             |
|  | Sosineura mimica                                                            |
|  |                                                                             |

|  | Heterocrossa eriphylla |
|  |                        |
|  | Sosineura mimica       |
|  |                        |

|  | Carposina sp.                                                               |
|  |                                                                             |
|  | \| \| Heterocrossa eriphylla \| \| \| \| \| \| Sosineura mimica \| \| \| \| |
|  |                                                                             |
|  | Heterocrossa eriphylla                                                      |
|  |                                                                             |
|  | Sosineura mimica                                                            |
|  |                                                                             |

|  | Heterocrossa eriphylla |
|  |                        |
|  | Sosineura mimica       |
|  |                        |

|  | Phycomorpha metachrysa |
|  |                        |
|  | Copromorpha sp.        |
|  |                        |

|  | Carposina sp.                                                               |
|  |                                                                             |
|  | \| \| Heterocrossa eriphylla \| \| \| \| \| \| Sosineura mimica \| \| \| \| |
|  |                                                                             |
|  | Heterocrossa eriphylla                                                      |
|  |                                                                             |
|  | Sosineura mimica                                                            |
|  |                                                                             |

|  | Heterocrossa eriphylla |
|  |                        |
|  | Sosineura mimica       |
|  |                        |

|  | Carposina sp.                                                               |
|  |                                                                             |
|  | \| \| Heterocrossa eriphylla \| \| \| \| \| \| Sosineura mimica \| \| \| \| |
|  |                                                                             |
|  | Heterocrossa eriphylla                                                      |
|  |                                                                             |
|  | Sosineura mimica                                                            |
|  |                                                                             |

|  | Heterocrossa eriphylla |
|  |                        |
|  | Sosineura mimica       |
|  |                        |

|  | Phycomorpha metachrysa |
|  |                        |
|  | Copromorpha sp.        |
|  |                        |

|  | Carposina sp.                                                               |
|  |                                                                             |
|  | \| \| Heterocrossa eriphylla \| \| \| \| \| \| Sosineura mimica \| \| \| \| |
|  |                                                                             |
|  | Heterocrossa eriphylla                                                      |
|  |                                                                             |
|  | Sosineura mimica                                                            |
|  |                                                                             |

|  | Heterocrossa eriphylla |
|  |                        |
|  | Sosineura mimica       |
|  |                        |

|  | Carposina sp.                                                               |
|  |                                                                             |
|  | \| \| Heterocrossa eriphylla \| \| \| \| \| \| Sosineura mimica \| \| \| \| |
|  |                                                                             |
|  | Heterocrossa eriphylla                                                      |
|  |                                                                             |
|  | Sosineura mimica                                                            |
|  |                                                                             |

|  | Heterocrossa eriphylla |
|  |                        |
|  | Sosineura mimica       |
|  |                        |

|  | Phycomorpha metachrysa |
|  |                        |
|  | Copromorpha sp.        |
|  |                        |

|  | Carposina sp.                                                               |
|  |                                                                             |
|  | \| \| Heterocrossa eriphylla \| \| \| \| \| \| Sosineura mimica \| \| \| \| |
|  |                                                                             |
|  | Heterocrossa eriphylla                                                      |
|  |                                                                             |
|  | Sosineura mimica                                                            |
|  |                                                                             |

|  | Heterocrossa eriphylla |
|  |                        |
|  | Sosineura mimica       |
|  |                        |

|  | Carposina sp.                                                               |
|  |                                                                             |
|  | \| \| Heterocrossa eriphylla \| \| \| \| \| \| Sosineura mimica \| \| \| \| |
|  |                                                                             |
|  | Heterocrossa eriphylla                                                      |
|  |                                                                             |
|  | Sosineura mimica                                                            |
|  |                                                                             |

|  | Heterocrossa eriphylla |
|  |                        |
|  | Sosineura mimica       |
|  |                        |

|  | Phycomorpha metachrysa |
|  |                        |
|  | Copromorpha sp.        |
|  |                        |

|  | Carposina sp.                                                               |
|  |                                                                             |
|  | \| \| Heterocrossa eriphylla \| \| \| \| \| \| Sosineura mimica \| \| \| \| |
|  |                                                                             |
|  | Heterocrossa eriphylla                                                      |
|  |                                                                             |
|  | Sosineura mimica                                                            |
|  |                                                                             |

|  | Heterocrossa eriphylla |
|  |                        |
|  | Sosineura mimica       |
|  |                        |

|  | Carposina sp.                                                               |
|  |                                                                             |
|  | \| \| Heterocrossa eriphylla \| \| \| \| \| \| Sosineura mimica \| \| \| \| |
|  |                                                                             |
|  | Heterocrossa eriphylla                                                      |
|  |                                                                             |
|  | Sosineura mimica                                                            |
|  |                                                                             |

|  | Heterocrossa eriphylla |
|  |                        |
|  | Sosineura mimica       |
|  |                        |

|  | Phycomorpha metachrysa |
|  |                        |
|  | Copromorpha sp.        |
|  |                        |

|  | Carposina sp.                                                               |
|  |                                                                             |
|  | \| \| Heterocrossa eriphylla \| \| \| \| \| \| Sosineura mimica \| \| \| \| |
|  |                                                                             |
|  | Heterocrossa eriphylla                                                      |
|  |                                                                             |
|  | Sosineura mimica                                                            |
|  |                                                                             |

|  | Heterocrossa eriphylla |
|  |                        |
|  | Sosineura mimica       |
|  |                        |

|  | Carposina sp.                                                               |
|  |                                                                             |
|  | \| \| Heterocrossa eriphylla \| \| \| \| \| \| Sosineura mimica \| \| \| \| |
|  |                                                                             |
|  | Heterocrossa eriphylla                                                      |
|  |                                                                             |
|  | Sosineura mimica                                                            |
|  |                                                                             |

|  | Heterocrossa eriphylla |
|  |                        |
|  | Sosineura mimica       |
|  |                        |

|  | Phycomorpha metachrysa |
|  |                        |
|  | Copromorpha sp.        |
|  |                        |

|  | Carposina sp.                                                               |
|  |                                                                             |
|  | \| \| Heterocrossa eriphylla \| \| \| \| \| \| Sosineura mimica \| \| \| \| |
|  |                                                                             |
|  | Heterocrossa eriphylla                                                      |
|  |                                                                             |
|  | Sosineura mimica                                                            |
|  |                                                                             |

|  | Heterocrossa eriphylla |
|  |                        |
|  | Sosineura mimica       |
|  |                        |

|  | Carposina sp.                                                               |
|  |                                                                             |
|  | \| \| Heterocrossa eriphylla \| \| \| \| \| \| Sosineura mimica \| \| \| \| |
|  |                                                                             |
|  | Heterocrossa eriphylla                                                      |
|  |                                                                             |
|  | Sosineura mimica                                                            |
|  |                                                                             |

|  | Heterocrossa eriphylla |
|  |                        |
|  | Sosineura mimica       |
|  |                        |

|  | Phycomorpha metachrysa |
|  |                        |
|  | Copromorpha sp.        |
|  |                        |

|  | Carposina sp.                                                               |
|  |                                                                             |
|  | \| \| Heterocrossa eriphylla \| \| \| \| \| \| Sosineura mimica \| \| \| \| |
|  |                                                                             |
|  | Heterocrossa eriphylla                                                      |
|  |                                                                             |
|  | Sosineura mimica                                                            |
|  |                                                                             |

|  | Heterocrossa eriphylla |
|  |                        |
|  | Sosineura mimica       |
|  |                        |

|  | Carposina sp.                                                               |
|  |                                                                             |
|  | \| \| Heterocrossa eriphylla \| \| \| \| \| \| Sosineura mimica \| \| \| \| |
|  |                                                                             |
|  | Heterocrossa eriphylla                                                      |
|  |                                                                             |
|  | Sosineura mimica                                                            |
|  |                                                                             |

|  | Heterocrossa eriphylla |
|  |                        |
|  | Sosineura mimica       |
|  |                        |

|  | Phycomorpha metachrysa |
|  |                        |
|  | Copromorpha sp.        |
|  |                        |

|  | Carposina sp.                                                               |
|  |                                                                             |
|  | \| \| Heterocrossa eriphylla \| \| \| \| \| \| Sosineura mimica \| \| \| \| |
|  |                                                                             |
|  | Heterocrossa eriphylla                                                      |
|  |                                                                             |
|  | Sosineura mimica                                                            |
|  |                                                                             |

|  | Heterocrossa eriphylla |
|  |                        |
|  | Sosineura mimica       |
|  |                        |

|  | Carposina sp.                                                               |
|  |                                                                             |
|  | \| \| Heterocrossa eriphylla \| \| \| \| \| \| Sosineura mimica \| \| \| \| |
|  |                                                                             |
|  | Heterocrossa eriphylla                                                      |
|  |                                                                             |
|  | Sosineura mimica                                                            |
|  |                                                                             |

|  | Heterocrossa eriphylla |
|  |                        |
|  | Sosineura mimica       |
|  |                        |

|  | Phycomorpha metachrysa |
|  |                        |
|  | Copromorpha sp.        |
|  |                        |

|  | Carposina sp.                                                               |
|  |                                                                             |
|  | \| \| Heterocrossa eriphylla \| \| \| \| \| \| Sosineura mimica \| \| \| \| |
|  |                                                                             |
|  | Heterocrossa eriphylla                                                      |
|  |                                                                             |
|  | Sosineura mimica                                                            |
|  |                                                                             |

|  | Heterocrossa eriphylla |
|  |                        |
|  | Sosineura mimica       |
|  |                        |

|  | Carposina sp.                                                               |
|  |                                                                             |
|  | \| \| Heterocrossa eriphylla \| \| \| \| \| \| Sosineura mimica \| \| \| \| |
|  |                                                                             |
|  | Heterocrossa eriphylla                                                      |
|  |                                                                             |
|  | Sosineura mimica                                                            |
|  |                                                                             |

|  | Heterocrossa eriphylla |
|  |                        |
|  | Sosineura mimica       |
|  |                        |

|  | Phycomorpha metachrysa |
|  |                        |
|  | Copromorpha sp.        |
|  |                        |

|  | Carposina sp.                                                               |
|  |                                                                             |
|  | \| \| Heterocrossa eriphylla \| \| \| \| \| \| Sosineura mimica \| \| \| \| |
|  |                                                                             |
|  | Heterocrossa eriphylla                                                      |
|  |                                                                             |
|  | Sosineura mimica                                                            |
|  |                                                                             |

|  | Heterocrossa eriphylla |
|  |                        |
|  | Sosineura mimica       |
|  |                        |

|  | Carposina sp.                                                               |
|  |                                                                             |
|  | \| \| Heterocrossa eriphylla \| \| \| \| \| \| Sosineura mimica \| \| \| \| |
|  |                                                                             |
|  | Heterocrossa eriphylla                                                      |
|  |                                                                             |
|  | Sosineura mimica                                                            |
|  |                                                                             |

|  | Heterocrossa eriphylla |
|  |                        |
|  | Sosineura mimica       |
|  |                        |

|  | Phycomorpha metachrysa |
|  |                        |
|  | Copromorpha sp.        |
|  |                        |

|  | Carposina sp.                                                               |
|  |                                                                             |
|  | \| \| Heterocrossa eriphylla \| \| \| \| \| \| Sosineura mimica \| \| \| \| |
|  |                                                                             |
|  | Heterocrossa eriphylla                                                      |
|  |                                                                             |
|  | Sosineura mimica                                                            |
|  |                                                                             |

|  | Heterocrossa eriphylla |
|  |                        |
|  | Sosineura mimica       |
|  |                        |

|  | Carposina sp.                                                               |
|  |                                                                             |
|  | \| \| Heterocrossa eriphylla \| \| \| \| \| \| Sosineura mimica \| \| \| \| |
|  |                                                                             |
|  | Heterocrossa eriphylla                                                      |
|  |                                                                             |
|  | Sosineura mimica                                                            |
|  |                                                                             |

|  | Heterocrossa eriphylla |
|  |                        |
|  | Sosineura mimica       |
|  |                        |

|  | Phycomorpha metachrysa |
|  |                        |
|  | Copromorpha sp.        |
|  |                        |

|  | Carposina sp.                                                               |
|  |                                                                             |
|  | \| \| Heterocrossa eriphylla \| \| \| \| \| \| Sosineura mimica \| \| \| \| |
|  |                                                                             |
|  | Heterocrossa eriphylla                                                      |
|  |                                                                             |
|  | Sosineura mimica                                                            |
|  |                                                                             |

|  | Heterocrossa eriphylla |
|  |                        |
|  | Sosineura mimica       |
|  |                        |

|  | Carposina sp.                                                               |
|  |                                                                             |
|  | \| \| Heterocrossa eriphylla \| \| \| \| \| \| Sosineura mimica \| \| \| \| |
|  |                                                                             |
|  | Heterocrossa eriphylla                                                      |
|  |                                                                             |
|  | Sosineura mimica                                                            |
|  |                                                                             |

|  | Heterocrossa eriphylla |
|  |                        |
|  | Sosineura mimica       |
|  |                        |

|  | Phycomorpha metachrysa |
|  |                        |
|  | Copromorpha sp.        |
|  |                        |

|  | Carposina sp.                                                               |
|  |                                                                             |
|  | \| \| Heterocrossa eriphylla \| \| \| \| \| \| Sosineura mimica \| \| \| \| |
|  |                                                                             |
|  | Heterocrossa eriphylla                                                      |
|  |                                                                             |
|  | Sosineura mimica                                                            |
|  |                                                                             |

|  | Heterocrossa eriphylla |
|  |                        |
|  | Sosineura mimica       |
|  |                        |

|  | Carposina sp.                                                               |
|  |                                                                             |
|  | \| \| Heterocrossa eriphylla \| \| \| \| \| \| Sosineura mimica \| \| \| \| |
|  |                                                                             |
|  | Heterocrossa eriphylla                                                      |
|  |                                                                             |
|  | Sosineura mimica                                                            |
|  |                                                                             |

|  | Heterocrossa eriphylla |
|  |                        |
|  | Sosineura mimica       |
|  |                        |

|  | Phycomorpha metachrysa |
|  |                        |
|  | Copromorpha sp.        |
|  |                        |

|  | Carposina sp.                                                               |
|  |                                                                             |
|  | \| \| Heterocrossa eriphylla \| \| \| \| \| \| Sosineura mimica \| \| \| \| |
|  |                                                                             |
|  | Heterocrossa eriphylla                                                      |
|  |                                                                             |
|  | Sosineura mimica                                                            |
|  |                                                                             |

|  | Heterocrossa eriphylla |
|  |                        |
|  | Sosineura mimica       |
|  |                        |

|  | Carposina sp.                                                               |
|  |                                                                             |
|  | \| \| Heterocrossa eriphylla \| \| \| \| \| \| Sosineura mimica \| \| \| \| |
|  |                                                                             |
|  | Heterocrossa eriphylla                                                      |
|  |                                                                             |
|  | Sosineura mimica                                                            |
|  |                                                                             |

|  | Heterocrossa eriphylla |
|  |                        |
|  | Sosineura mimica       |
|  |                        |

|  | Phycomorpha metachrysa |
|  |                        |
|  | Copromorpha sp.        |
|  |                        |

|  | Carposina sp.                                                               |
|  |                                                                             |
|  | \| \| Heterocrossa eriphylla \| \| \| \| \| \| Sosineura mimica \| \| \| \| |
|  |                                                                             |
|  | Heterocrossa eriphylla                                                      |
|  |                                                                             |
|  | Sosineura mimica                                                            |
|  |                                                                             |

|  | Heterocrossa eriphylla |
|  |                        |
|  | Sosineura mimica       |
|  |                        |

|  | Carposina sp.                                                               |
|  |                                                                             |
|  | \| \| Heterocrossa eriphylla \| \| \| \| \| \| Sosineura mimica \| \| \| \| |
|  |                                                                             |
|  | Heterocrossa eriphylla                                                      |
|  |                                                                             |
|  | Sosineura mimica                                                            |
|  |                                                                             |

|  | Heterocrossa eriphylla |
|  |                        |
|  | Sosineura mimica       |
|  |                        |

|  | Phycomorpha metachrysa |
|  |                        |
|  | Copromorpha sp.        |
|  |                        |

|  | Carposina sp.                                                               |
|  |                                                                             |
|  | \| \| Heterocrossa eriphylla \| \| \| \| \| \| Sosineura mimica \| \| \| \| |
|  |                                                                             |
|  | Heterocrossa eriphylla                                                      |
|  |                                                                             |
|  | Sosineura mimica                                                            |
|  |                                                                             |

|  | Heterocrossa eriphylla |
|  |                        |
|  | Sosineura mimica       |
|  |                        |

|  | Carposina sp.                                                               |
|  |                                                                             |
|  | \| \| Heterocrossa eriphylla \| \| \| \| \| \| Sosineura mimica \| \| \| \| |
|  |                                                                             |
|  | Heterocrossa eriphylla                                                      |
|  |                                                                             |
|  | Sosineura mimica                                                            |
|  |                                                                             |

|  | Heterocrossa eriphylla |
|  |                        |
|  | Sosineura mimica       |
|  |                        |

|  | Phycomorpha metachrysa |
|  |                        |
|  | Copromorpha sp.        |
|  |                        |

|  | Carposina sp.                                                               |
|  |                                                                             |
|  | \| \| Heterocrossa eriphylla \| \| \| \| \| \| Sosineura mimica \| \| \| \| |
|  |                                                                             |
|  | Heterocrossa eriphylla                                                      |
|  |                                                                             |
|  | Sosineura mimica                                                            |
|  |                                                                             |

|  | Heterocrossa eriphylla |
|  |                        |
|  | Sosineura mimica       |
|  |                        |

|  | Carposina sp.                                                               |
|  |                                                                             |
|  | \| \| Heterocrossa eriphylla \| \| \| \| \| \| Sosineura mimica \| \| \| \| |
|  |                                                                             |
|  | Heterocrossa eriphylla                                                      |
|  |                                                                             |
|  | Sosineura mimica                                                            |
|  |                                                                             |

|  | Heterocrossa eriphylla |
|  |                        |
|  | Sosineura mimica       |
|  |                        |

|  | Phycomorpha metachrysa |
|  |                        |
|  | Copromorpha sp.        |
|  |                        |

|  | Carposina sp.                                                               |
|  |                                                                             |
|  | \| \| Heterocrossa eriphylla \| \| \| \| \| \| Sosineura mimica \| \| \| \| |
|  |                                                                             |
|  | Heterocrossa eriphylla                                                      |
|  |                                                                             |
|  | Sosineura mimica                                                            |
|  |                                                                             |

|  | Heterocrossa eriphylla |
|  |                        |
|  | Sosineura mimica       |
|  |                        |

|  | Carposina sp.                                                               |
|  |                                                                             |
|  | \| \| Heterocrossa eriphylla \| \| \| \| \| \| Sosineura mimica \| \| \| \| |
|  |                                                                             |
|  | Heterocrossa eriphylla                                                      |
|  |                                                                             |
|  | Sosineura mimica                                                            |
|  |                                                                             |

|  | Heterocrossa eriphylla |
|  |                        |
|  | Sosineura mimica       |
|  |                        |

|  | Phycomorpha metachrysa |
|  |                        |
|  | Copromorpha sp.        |
|  |                        |

|  | Carposina sp.                                                               |
|  |                                                                             |
|  | \| \| Heterocrossa eriphylla \| \| \| \| \| \| Sosineura mimica \| \| \| \| |
|  |                                                                             |
|  | Heterocrossa eriphylla                                                      |
|  |                                                                             |
|  | Sosineura mimica                                                            |
|  |                                                                             |

|  | Heterocrossa eriphylla |
|  |                        |
|  | Sosineura mimica       |
|  |                        |

|  | Carposina sp.                                                               |
|  |                                                                             |
|  | \| \| Heterocrossa eriphylla \| \| \| \| \| \| Sosineura mimica \| \| \| \| |
|  |                                                                             |
|  | Heterocrossa eriphylla                                                      |
|  |                                                                             |
|  | Sosineura mimica                                                            |
|  |                                                                             |

|  | Heterocrossa eriphylla |
|  |                        |
|  | Sosineura mimica       |
|  |                        |

|  | Phycomorpha metachrysa |
|  |                        |
|  | Copromorpha sp.        |
|  |                        |

|  | Carposina sp.                                                               |
|  |                                                                             |
|  | \| \| Heterocrossa eriphylla \| \| \| \| \| \| Sosineura mimica \| \| \| \| |
|  |                                                                             |
|  | Heterocrossa eriphylla                                                      |
|  |                                                                             |
|  | Sosineura mimica                                                            |
|  |                                                                             |

|  | Heterocrossa eriphylla |
|  |                        |
|  | Sosineura mimica       |
|  |                        |

|  | Carposina sp.                                                               |
|  |                                                                             |
|  | \| \| Heterocrossa eriphylla \| \| \| \| \| \| Sosineura mimica \| \| \| \| |
|  |                                                                             |
|  | Heterocrossa eriphylla                                                      |
|  |                                                                             |
|  | Sosineura mimica                                                            |
|  |                                                                             |

|  | Heterocrossa eriphylla |
|  |                        |
|  | Sosineura mimica       |
|  |                        |

|  | Phycomorpha metachrysa |
|  |                        |
|  | Copromorpha sp.        |
|  |                        |

|  | Carposina sp.                                                               |
|  |                                                                             |
|  | \| \| Heterocrossa eriphylla \| \| \| \| \| \| Sosineura mimica \| \| \| \| |
|  |                                                                             |
|  | Heterocrossa eriphylla                                                      |
|  |                                                                             |
|  | Sosineura mimica                                                            |
|  |                                                                             |

|  | Heterocrossa eriphylla |
|  |                        |
|  | Sosineura mimica       |
|  |                        |

|  | Carposina sp.                                                               |
|  |                                                                             |
|  | \| \| Heterocrossa eriphylla \| \| \| \| \| \| Sosineura mimica \| \| \| \| |
|  |                                                                             |
|  | Heterocrossa eriphylla                                                      |
|  |                                                                             |
|  | Sosineura mimica                                                            |
|  |                                                                             |

|  | Heterocrossa eriphylla |
|  |                        |
|  | Sosineura mimica       |
|  |                        |

|  | Phycomorpha metachrysa |
|  |                        |
|  | Copromorpha sp.        |
|  |                        |

|  | Carposina sp.                                                               |
|  |                                                                             |
|  | \| \| Heterocrossa eriphylla \| \| \| \| \| \| Sosineura mimica \| \| \| \| |
|  |                                                                             |
|  | Heterocrossa eriphylla                                                      |
|  |                                                                             |
|  | Sosineura mimica                                                            |
|  |                                                                             |

|  | Heterocrossa eriphylla |
|  |                        |
|  | Sosineura mimica       |
|  |                        |

|  | Carposina sp.                                                               |
|  |                                                                             |
|  | \| \| Heterocrossa eriphylla \| \| \| \| \| \| Sosineura mimica \| \| \| \| |
|  |                                                                             |
|  | Heterocrossa eriphylla                                                      |
|  |                                                                             |
|  | Sosineura mimica                                                            |
|  |                                                                             |

|  | Heterocrossa eriphylla |
|  |                        |
|  | Sosineura mimica       |
|  |                        |

|  | Phycomorpha metachrysa |
|  |                        |
|  | Copromorpha sp.        |
|  |                        |

|  | Carposina sp.                                                               |
|  |                                                                             |
|  | \| \| Heterocrossa eriphylla \| \| \| \| \| \| Sosineura mimica \| \| \| \| |
|  |                                                                             |
|  | Heterocrossa eriphylla                                                      |
|  |                                                                             |
|  | Sosineura mimica                                                            |
|  |                                                                             |

|  | Heterocrossa eriphylla |
|  |                        |
|  | Sosineura mimica       |
|  |                        |

|  | Carposina sp.                                                               |
|  |                                                                             |
|  | \| \| Heterocrossa eriphylla \| \| \| \| \| \| Sosineura mimica \| \| \| \| |
|  |                                                                             |
|  | Heterocrossa eriphylla                                                      |
|  |                                                                             |
|  | Sosineura mimica                                                            |
|  |                                                                             |

|  | Heterocrossa eriphylla |
|  |                        |
|  | Sosineura mimica       |
|  |                        |

|  | Phycomorpha metachrysa |
|  |                        |
|  | Copromorpha sp.        |
|  |                        |

|  | Carposina sp.                                                               |
|  |                                                                             |
|  | \| \| Heterocrossa eriphylla \| \| \| \| \| \| Sosineura mimica \| \| \| \| |
|  |                                                                             |
|  | Heterocrossa eriphylla                                                      |
|  |                                                                             |
|  | Sosineura mimica                                                            |
|  |                                                                             |

|  | Heterocrossa eriphylla |
|  |                        |
|  | Sosineura mimica       |
|  |                        |

|  | Carposina sp.                                                               |
|  |                                                                             |
|  | \| \| Heterocrossa eriphylla \| \| \| \| \| \| Sosineura mimica \| \| \| \| |
|  |                                                                             |
|  | Heterocrossa eriphylla                                                      |
|  |                                                                             |
|  | Sosineura mimica                                                            |
|  |                                                                             |

|  | Heterocrossa eriphylla |
|  |                        |
|  | Sosineura mimica       |
|  |                        |

|  | Phycomorpha metachrysa |
|  |                        |
|  | Copromorpha sp.        |
|  |                        |

|  | Carposina sp.                                                               |
|  |                                                                             |
|  | \| \| Heterocrossa eriphylla \| \| \| \| \| \| Sosineura mimica \| \| \| \| |
|  |                                                                             |
|  | Heterocrossa eriphylla                                                      |
|  |                                                                             |
|  | Sosineura mimica                                                            |
|  |                                                                             |

|  | Heterocrossa eriphylla |
|  |                        |
|  | Sosineura mimica       |
|  |                        |

|  | Carposina sp.                                                               |
|  |                                                                             |
|  | \| \| Heterocrossa eriphylla \| \| \| \| \| \| Sosineura mimica \| \| \| \| |
|  |                                                                             |
|  | Heterocrossa eriphylla                                                      |
|  |                                                                             |
|  | Sosineura mimica                                                            |
|  |                                                                             |

|  | Heterocrossa eriphylla |
|  |                        |
|  | Sosineura mimica       |
|  |                        |

|  | Phycomorpha metachrysa |
|  |                        |
|  | Copromorpha sp.        |
|  |                        |

|  | Carposina sp.                                                               |
|  |                                                                             |
|  | \| \| Heterocrossa eriphylla \| \| \| \| \| \| Sosineura mimica \| \| \| \| |
|  |                                                                             |
|  | Heterocrossa eriphylla                                                      |
|  |                                                                             |
|  | Sosineura mimica                                                            |
|  |                                                                             |

|  | Heterocrossa eriphylla |
|  |                        |
|  | Sosineura mimica       |
|  |                        |

|  | Carposina sp.                                                               |
|  |                                                                             |
|  | \| \| Heterocrossa eriphylla \| \| \| \| \| \| Sosineura mimica \| \| \| \| |
|  |                                                                             |
|  | Heterocrossa eriphylla                                                      |
|  |                                                                             |
|  | Sosineura mimica                                                            |
|  |                                                                             |

|  | Heterocrossa eriphylla |
|  |                        |
|  | Sosineura mimica       |
|  |                        |

|  | Phycomorpha metachrysa |
|  |                        |
|  | Copromorpha sp.        |
|  |                        |

|  | Carposina sp.                                                               |
|  |                                                                             |
|  | \| \| Heterocrossa eriphylla \| \| \| \| \| \| Sosineura mimica \| \| \| \| |
|  |                                                                             |
|  | Heterocrossa eriphylla                                                      |
|  |                                                                             |
|  | Sosineura mimica                                                            |
|  |                                                                             |

|  | Heterocrossa eriphylla |
|  |                        |
|  | Sosineura mimica       |
|  |                        |

|  | Carposina sp.                                                               |
|  |                                                                             |
|  | \| \| Heterocrossa eriphylla \| \| \| \| \| \| Sosineura mimica \| \| \| \| |
|  |                                                                             |
|  | Heterocrossa eriphylla                                                      |
|  |                                                                             |
|  | Sosineura mimica                                                            |
|  |                                                                             |

|  | Heterocrossa eriphylla |
|  |                        |
|  | Sosineura mimica       |
|  |                        |

|  | Phycomorpha metachrysa |
|  |                        |
|  | Copromorpha sp.        |
|  |                        |

|  | Carposina sp.                                                               |
|  |                                                                             |
|  | \| \| Heterocrossa eriphylla \| \| \| \| \| \| Sosineura mimica \| \| \| \| |
|  |                                                                             |
|  | Heterocrossa eriphylla                                                      |
|  |                                                                             |
|  | Sosineura mimica                                                            |
|  |                                                                             |

|  | Heterocrossa eriphylla |
|  |                        |
|  | Sosineura mimica       |
|  |                        |

|  | Carposina sp.                                                               |
|  |                                                                             |
|  | \| \| Heterocrossa eriphylla \| \| \| \| \| \| Sosineura mimica \| \| \| \| |
|  |                                                                             |
|  | Heterocrossa eriphylla                                                      |
|  |                                                                             |
|  | Sosineura mimica                                                            |
|  |                                                                             |

|  | Heterocrossa eriphylla |
|  |                        |
|  | Sosineura mimica       |
|  |                        |

|  | Phycomorpha metachrysa |
|  |                        |
|  | Copromorpha sp.        |
|  |                        |

|  | Carposina sp.                                                               |
|  |                                                                             |
|  | \| \| Heterocrossa eriphylla \| \| \| \| \| \| Sosineura mimica \| \| \| \| |
|  |                                                                             |
|  | Heterocrossa eriphylla                                                      |
|  |                                                                             |
|  | Sosineura mimica                                                            |
|  |                                                                             |

|  | Heterocrossa eriphylla |
|  |                        |
|  | Sosineura mimica       |
|  |                        |

|  | Carposina sp.                                                               |
|  |                                                                             |
|  | \| \| Heterocrossa eriphylla \| \| \| \| \| \| Sosineura mimica \| \| \| \| |
|  |                                                                             |
|  | Heterocrossa eriphylla                                                      |
|  |                                                                             |
|  | Sosineura mimica                                                            |
|  |                                                                             |

|  | Heterocrossa eriphylla |
|  |                        |
|  | Sosineura mimica       |
|  |                        |

|  | Phycomorpha metachrysa |
|  |                        |
|  | Copromorpha sp.        |
|  |                        |

|  | Carposina sp.                                                               |
|  |                                                                             |
|  | \| \| Heterocrossa eriphylla \| \| \| \| \| \| Sosineura mimica \| \| \| \| |
|  |                                                                             |
|  | Heterocrossa eriphylla                                                      |
|  |                                                                             |
|  | Sosineura mimica                                                            |
|  |                                                                             |

|  | Heterocrossa eriphylla |
|  |                        |
|  | Sosineura mimica       |
|  |                        |

|  | Carposina sp.                                                               |
|  |                                                                             |
|  | \| \| Heterocrossa eriphylla \| \| \| \| \| \| Sosineura mimica \| \| \| \| |
|  |                                                                             |
|  | Heterocrossa eriphylla                                                      |
|  |                                                                             |
|  | Sosineura mimica                                                            |
|  |                                                                             |

|  | Heterocrossa eriphylla |
|  |                        |
|  | Sosineura mimica       |
|  |                        |

|  | Phycomorpha metachrysa |
|  |                        |
|  | Copromorpha sp.        |
|  |                        |

|  | Carposina sp.                                                               |
|  |                                                                             |
|  | \| \| Heterocrossa eriphylla \| \| \| \| \| \| Sosineura mimica \| \| \| \| |
|  |                                                                             |
|  | Heterocrossa eriphylla                                                      |
|  |                                                                             |
|  | Sosineura mimica                                                            |
|  |                                                                             |

|  | Heterocrossa eriphylla |
|  |                        |
|  | Sosineura mimica       |
|  |                        |

|  | Carposina sp.                                                               |
|  |                                                                             |
|  | \| \| Heterocrossa eriphylla \| \| \| \| \| \| Sosineura mimica \| \| \| \| |
|  |                                                                             |
|  | Heterocrossa eriphylla                                                      |
|  |                                                                             |
|  | Sosineura mimica                                                            |
|  |                                                                             |

|  | Heterocrossa eriphylla |
|  |                        |
|  | Sosineura mimica       |
|  |                        |

|  | Phycomorpha metachrysa |
|  |                        |
|  | Copromorpha sp.        |
|  |                        |

|  | Carposina sp.                                                               |
|  |                                                                             |
|  | \| \| Heterocrossa eriphylla \| \| \| \| \| \| Sosineura mimica \| \| \| \| |
|  |                                                                             |
|  | Heterocrossa eriphylla                                                      |
|  |                                                                             |
|  | Sosineura mimica                                                            |
|  |                                                                             |

|  | Heterocrossa eriphylla |
|  |                        |
|  | Sosineura mimica       |
|  |                        |

|  | Carposina sp.                                                               |
|  |                                                                             |
|  | \| \| Heterocrossa eriphylla \| \| \| \| \| \| Sosineura mimica \| \| \| \| |
|  |                                                                             |
|  | Heterocrossa eriphylla                                                      |
|  |                                                                             |
|  | Sosineura mimica                                                            |
|  |                                                                             |

|  | Heterocrossa eriphylla |
|  |                        |
|  | Sosineura mimica       |
|  |                        |

|  | Phycomorpha metachrysa |
|  |                        |
|  | Copromorpha sp.        |
|  |                        |

|  | Carposina sp.                                                               |
|  |                                                                             |
|  | \| \| Heterocrossa eriphylla \| \| \| \| \| \| Sosineura mimica \| \| \| \| |
|  |                                                                             |
|  | Heterocrossa eriphylla                                                      |
|  |                                                                             |
|  | Sosineura mimica                                                            |
|  |                                                                             |

|  | Heterocrossa eriphylla |
|  |                        |
|  | Sosineura mimica       |
|  |                        |

|  | Carposina sp.                                                               |
|  |                                                                             |
|  | \| \| Heterocrossa eriphylla \| \| \| \| \| \| Sosineura mimica \| \| \| \| |
|  |                                                                             |
|  | Heterocrossa eriphylla                                                      |
|  |                                                                             |
|  | Sosineura mimica                                                            |
|  |                                                                             |

|  | Heterocrossa eriphylla |
|  |                        |
|  | Sosineura mimica       |
|  |                        |

|  | Phycomorpha metachrysa |
|  |                        |
|  | Copromorpha sp.        |
|  |                        |

|  | Carposina sp.                                                               |
|  |                                                                             |
|  | \| \| Heterocrossa eriphylla \| \| \| \| \| \| Sosineura mimica \| \| \| \| |
|  |                                                                             |
|  | Heterocrossa eriphylla                                                      |
|  |                                                                             |
|  | Sosineura mimica                                                            |
|  |                                                                             |

|  | Heterocrossa eriphylla |
|  |                        |
|  | Sosineura mimica       |
|  |                        |

|  | Carposina sp.                                                               |
|  |                                                                             |
|  | \| \| Heterocrossa eriphylla \| \| \| \| \| \| Sosineura mimica \| \| \| \| |
|  |                                                                             |
|  | Heterocrossa eriphylla                                                      |
|  |                                                                             |
|  | Sosineura mimica                                                            |
|  |                                                                             |

|  | Heterocrossa eriphylla |
|  |                        |
|  | Sosineura mimica       |
|  |                        |

|  | Phycomorpha metachrysa |
|  |                        |
|  | Copromorpha sp.        |
|  |                        |

|  | Carposina sp.                                                               |
|  |                                                                             |
|  | \| \| Heterocrossa eriphylla \| \| \| \| \| \| Sosineura mimica \| \| \| \| |
|  |                                                                             |
|  | Heterocrossa eriphylla                                                      |
|  |                                                                             |
|  | Sosineura mimica                                                            |
|  |                                                                             |

|  | Heterocrossa eriphylla |
|  |                        |
|  | Sosineura mimica       |
|  |                        |

|  | Carposina sp.                                                               |
|  |                                                                             |
|  | \| \| Heterocrossa eriphylla \| \| \| \| \| \| Sosineura mimica \| \| \| \| |
|  |                                                                             |
|  | Heterocrossa eriphylla                                                      |
|  |                                                                             |
|  | Sosineura mimica                                                            |
|  |                                                                             |

|  | Heterocrossa eriphylla |
|  |                        |
|  | Sosineura mimica       |
|  |                        |

|  | Phycomorpha metachrysa |
|  |                        |
|  | Copromorpha sp.        |
|  |                        |

|  | Carposina sp.                                                               |
|  |                                                                             |
|  | \| \| Heterocrossa eriphylla \| \| \| \| \| \| Sosineura mimica \| \| \| \| |
|  |                                                                             |
|  | Heterocrossa eriphylla                                                      |
|  |                                                                             |
|  | Sosineura mimica                                                            |
|  |                                                                             |

|  | Heterocrossa eriphylla |
|  |                        |
|  | Sosineura mimica       |
|  |                        |

|  | Carposina sp.                                                               |
|  |                                                                             |
|  | \| \| Heterocrossa eriphylla \| \| \| \| \| \| Sosineura mimica \| \| \| \| |
|  |                                                                             |
|  | Heterocrossa eriphylla                                                      |
|  |                                                                             |
|  | Sosineura mimica                                                            |
|  |                                                                             |

|  | Heterocrossa eriphylla |
|  |                        |
|  | Sosineura mimica       |
|  |                        |

|  | Phycomorpha metachrysa |
|  |                        |
|  | Copromorpha sp.        |
|  |                        |

|  | Carposina sp.                                                               |
|  |                                                                             |
|  | \| \| Heterocrossa eriphylla \| \| \| \| \| \| Sosineura mimica \| \| \| \| |
|  |                                                                             |
|  | Heterocrossa eriphylla                                                      |
|  |                                                                             |
|  | Sosineura mimica                                                            |
|  |                                                                             |

|  | Heterocrossa eriphylla |
|  |                        |
|  | Sosineura mimica       |
|  |                        |

|  | Carposina sp.                                                               |
|  |                                                                             |
|  | \| \| Heterocrossa eriphylla \| \| \| \| \| \| Sosineura mimica \| \| \| \| |
|  |                                                                             |
|  | Heterocrossa eriphylla                                                      |
|  |                                                                             |
|  | Sosineura mimica                                                            |
|  |                                                                             |

|  | Heterocrossa eriphylla |
|  |                        |
|  | Sosineura mimica       |
|  |                        |

|  | Phycomorpha metachrysa |
|  |                        |
|  | Copromorpha sp.        |
|  |                        |

|  | Carposina sp.                                                               |
|  |                                                                             |
|  | \| \| Heterocrossa eriphylla \| \| \| \| \| \| Sosineura mimica \| \| \| \| |
|  |                                                                             |
|  | Heterocrossa eriphylla                                                      |
|  |                                                                             |
|  | Sosineura mimica                                                            |
|  |                                                                             |

|  | Heterocrossa eriphylla |
|  |                        |
|  | Sosineura mimica       |
|  |                        |

|  | Carposina sp.                                                               |
|  |                                                                             |
|  | \| \| Heterocrossa eriphylla \| \| \| \| \| \| Sosineura mimica \| \| \| \| |
|  |                                                                             |
|  | Heterocrossa eriphylla                                                      |
|  |                                                                             |
|  | Sosineura mimica                                                            |
|  |                                                                             |

|  | Heterocrossa eriphylla |
|  |                        |
|  | Sosineura mimica       |
|  |                        |

|  | Phycomorpha metachrysa |
|  |                        |
|  | Copromorpha sp.        |
|  |                        |

|  | Carposina sp.                                                               |
|  |                                                                             |
|  | \| \| Heterocrossa eriphylla \| \| \| \| \| \| Sosineura mimica \| \| \| \| |
|  |                                                                             |
|  | Heterocrossa eriphylla                                                      |
|  |                                                                             |
|  | Sosineura mimica                                                            |
|  |                                                                             |

|  | Heterocrossa eriphylla |
|  |                        |
|  | Sosineura mimica       |
|  |                        |

|  | Carposina sp.                                                               |
|  |                                                                             |
|  | \| \| Heterocrossa eriphylla \| \| \| \| \| \| Sosineura mimica \| \| \| \| |
|  |                                                                             |
|  | Heterocrossa eriphylla                                                      |
|  |                                                                             |
|  | Sosineura mimica                                                            |
|  |                                                                             |

|  | Heterocrossa eriphylla |
|  |                        |
|  | Sosineura mimica       |
|  |                        |

|  | Phycomorpha metachrysa |
|  |                        |
|  | Copromorpha sp.        |
|  |                        |

|  | Carposina sp.                                                               |
|  |                                                                             |
|  | \| \| Heterocrossa eriphylla \| \| \| \| \| \| Sosineura mimica \| \| \| \| |
|  |                                                                             |
|  | Heterocrossa eriphylla                                                      |
|  |                                                                             |
|  | Sosineura mimica                                                            |
|  |                                                                             |

|  | Heterocrossa eriphylla |
|  |                        |
|  | Sosineura mimica       |
|  |                        |

|  | Carposina sp.                                                               |
|  |                                                                             |
|  | \| \| Heterocrossa eriphylla \| \| \| \| \| \| Sosineura mimica \| \| \| \| |
|  |                                                                             |
|  | Heterocrossa eriphylla                                                      |
|  |                                                                             |
|  | Sosineura mimica                                                            |
|  |                                                                             |

|  | Heterocrossa eriphylla |
|  |                        |
|  | Sosineura mimica       |
|  |                        |

|  | Phycomorpha metachrysa |
|  |                        |
|  | Copromorpha sp.        |
|  |                        |

|  | Carposina sp.                                                               |
|  |                                                                             |
|  | \| \| Heterocrossa eriphylla \| \| \| \| \| \| Sosineura mimica \| \| \| \| |
|  |                                                                             |
|  | Heterocrossa eriphylla                                                      |
|  |                                                                             |
|  | Sosineura mimica                                                            |
|  |                                                                             |

|  | Heterocrossa eriphylla |
|  |                        |
|  | Sosineura mimica       |
|  |                        |

|  | Carposina sp.                                                               |
|  |                                                                             |
|  | \| \| Heterocrossa eriphylla \| \| \| \| \| \| Sosineura mimica \| \| \| \| |
|  |                                                                             |
|  | Heterocrossa eriphylla                                                      |
|  |                                                                             |
|  | Sosineura mimica                                                            |
|  |                                                                             |

|  | Heterocrossa eriphylla |
|  |                        |
|  | Sosineura mimica       |
|  |                        |

|  | Phycomorpha metachrysa |
|  |                        |
|  | Copromorpha sp.        |
|  |                        |

|  | Carposina sp.                                                               |
|  |                                                                             |
|  | \| \| Heterocrossa eriphylla \| \| \| \| \| \| Sosineura mimica \| \| \| \| |
|  |                                                                             |
|  | Heterocrossa eriphylla                                                      |
|  |                                                                             |
|  | Sosineura mimica                                                            |
|  |                                                                             |

|  | Heterocrossa eriphylla |
|  |                        |
|  | Sosineura mimica       |
|  |                        |

|  | Carposina sp.                                                               |
|  |                                                                             |
|  | \| \| Heterocrossa eriphylla \| \| \| \| \| \| Sosineura mimica \| \| \| \| |
|  |                                                                             |
|  | Heterocrossa eriphylla                                                      |
|  |                                                                             |
|  | Sosineura mimica                                                            |
|  |                                                                             |

|  | Heterocrossa eriphylla |
|  |                        |
|  | Sosineura mimica       |
|  |                        |

|  | Phycomorpha metachrysa |
|  |                        |
|  | Copromorpha sp.        |
|  |                        |

|  | Carposina sp.                                                               |
|  |                                                                             |
|  | \| \| Heterocrossa eriphylla \| \| \| \| \| \| Sosineura mimica \| \| \| \| |
|  |                                                                             |
|  | Heterocrossa eriphylla                                                      |
|  |                                                                             |
|  | Sosineura mimica                                                            |
|  |                                                                             |

|  | Heterocrossa eriphylla |
|  |                        |
|  | Sosineura mimica       |
|  |                        |

|  | Carposina sp.                                                               |
|  |                                                                             |
|  | \| \| Heterocrossa eriphylla \| \| \| \| \| \| Sosineura mimica \| \| \| \| |
|  |                                                                             |
|  | Heterocrossa eriphylla                                                      |
|  |                                                                             |
|  | Sosineura mimica                                                            |
|  |                                                                             |

|  | Heterocrossa eriphylla |
|  |                        |
|  | Sosineura mimica       |
|  |                        |

|  | Phycomorpha metachrysa |
|  |                        |
|  | Copromorpha sp.        |
|  |                        |

|  | Carposina sp.                                                               |
|  |                                                                             |
|  | \| \| Heterocrossa eriphylla \| \| \| \| \| \| Sosineura mimica \| \| \| \| |
|  |                                                                             |
|  | Heterocrossa eriphylla                                                      |
|  |                                                                             |
|  | Sosineura mimica                                                            |
|  |                                                                             |

|  | Heterocrossa eriphylla |
|  |                        |
|  | Sosineura mimica       |
|  |                        |

|  | Carposina sp.                                                               |
|  |                                                                             |
|  | \| \| Heterocrossa eriphylla \| \| \| \| \| \| Sosineura mimica \| \| \| \| |
|  |                                                                             |
|  | Heterocrossa eriphylla                                                      |
|  |                                                                             |
|  | Sosineura mimica                                                            |
|  |                                                                             |

|  | Heterocrossa eriphylla |
|  |                        |
|  | Sosineura mimica       |
|  |                        |

|  | Phycomorpha metachrysa |
|  |                        |
|  | Copromorpha sp.        |
|  |                        |

|  | Carposina sp.                                                               |
|  |                                                                             |
|  | \| \| Heterocrossa eriphylla \| \| \| \| \| \| Sosineura mimica \| \| \| \| |
|  |                                                                             |
|  | Heterocrossa eriphylla                                                      |
|  |                                                                             |
|  | Sosineura mimica                                                            |
|  |                                                                             |

|  | Heterocrossa eriphylla |
|  |                        |
|  | Sosineura mimica       |
|  |                        |

|  | Carposina sp.                                                               |
|  |                                                                             |
|  | \| \| Heterocrossa eriphylla \| \| \| \| \| \| Sosineura mimica \| \| \| \| |
|  |                                                                             |
|  | Heterocrossa eriphylla                                                      |
|  |                                                                             |
|  | Sosineura mimica                                                            |
|  |                                                                             |

|  | Heterocrossa eriphylla |
|  |                        |
|  | Sosineura mimica       |
|  |                        |

|  | Phycomorpha metachrysa |
|  |                        |
|  | Copromorpha sp.        |
|  |                        |

|  | Carposina sp.                                                               |
|  |                                                                             |
|  | \| \| Heterocrossa eriphylla \| \| \| \| \| \| Sosineura mimica \| \| \| \| |
|  |                                                                             |
|  | Heterocrossa eriphylla                                                      |
|  |                                                                             |
|  | Sosineura mimica                                                            |
|  |                                                                             |

|  | Heterocrossa eriphylla |
|  |                        |
|  | Sosineura mimica       |
|  |                        |

|  | Carposina sp.                                                               |
|  |                                                                             |
|  | \| \| Heterocrossa eriphylla \| \| \| \| \| \| Sosineura mimica \| \| \| \| |
|  |                                                                             |
|  | Heterocrossa eriphylla                                                      |
|  |                                                                             |
|  | Sosineura mimica                                                            |
|  |                                                                             |

|  | Heterocrossa eriphylla |
|  |                        |
|  | Sosineura mimica       |
|  |                        |

|  | Phycomorpha metachrysa |
|  |                        |
|  | Copromorpha sp.        |
|  |                        |

|  | Carposina sp.                                                               |
|  |                                                                             |
|  | \| \| Heterocrossa eriphylla \| \| \| \| \| \| Sosineura mimica \| \| \| \| |
|  |                                                                             |
|  | Heterocrossa eriphylla                                                      |
|  |                                                                             |
|  | Sosineura mimica                                                            |
|  |                                                                             |

|  | Heterocrossa eriphylla |
|  |                        |
|  | Sosineura mimica       |
|  |                        |

|  | Carposina sp.                                                               |
|  |                                                                             |
|  | \| \| Heterocrossa eriphylla \| \| \| \| \| \| Sosineura mimica \| \| \| \| |
|  |                                                                             |
|  | Heterocrossa eriphylla                                                      |
|  |                                                                             |
|  | Sosineura mimica                                                            |
|  |                                                                             |

|  | Heterocrossa eriphylla |
|  |                        |
|  | Sosineura mimica       |
|  |                        |

|  | Phycomorpha metachrysa |
|  |                        |
|  | Copromorpha sp.        |
|  |                        |

|  | Carposina sp.                                                               |
|  |                                                                             |
|  | \| \| Heterocrossa eriphylla \| \| \| \| \| \| Sosineura mimica \| \| \| \| |
|  |                                                                             |
|  | Heterocrossa eriphylla                                                      |
|  |                                                                             |
|  | Sosineura mimica                                                            |
|  |                                                                             |

|  | Heterocrossa eriphylla |
|  |                        |
|  | Sosineura mimica       |
|  |                        |

|  | Carposina sp.                                                               |
|  |                                                                             |
|  | \| \| Heterocrossa eriphylla \| \| \| \| \| \| Sosineura mimica \| \| \| \| |
|  |                                                                             |
|  | Heterocrossa eriphylla                                                      |
|  |                                                                             |
|  | Sosineura mimica                                                            |
|  |                                                                             |

|  | Heterocrossa eriphylla |
|  |                        |
|  | Sosineura mimica       |
|  |                        |

|  | Phycomorpha metachrysa |
|  |                        |
|  | Copromorpha sp.        |
|  |                        |

|  | Carposina sp.                                                               |
|  |                                                                             |
|  | \| \| Heterocrossa eriphylla \| \| \| \| \| \| Sosineura mimica \| \| \| \| |
|  |                                                                             |
|  | Heterocrossa eriphylla                                                      |
|  |                                                                             |
|  | Sosineura mimica                                                            |
|  |                                                                             |

|  | Heterocrossa eriphylla |
|  |                        |
|  | Sosineura mimica       |
|  |                        |

|  | Carposina sp.                                                               |
|  |                                                                             |
|  | \| \| Heterocrossa eriphylla \| \| \| \| \| \| Sosineura mimica \| \| \| \| |
|  |                                                                             |
|  | Heterocrossa eriphylla                                                      |
|  |                                                                             |
|  | Sosineura mimica                                                            |
|  |                                                                             |

|  | Heterocrossa eriphylla |
|  |                        |
|  | Sosineura mimica       |
|  |                        |

|  | Phycomorpha metachrysa |
|  |                        |
|  | Copromorpha sp.        |
|  |                        |

|  | Carposina sp.                                                               |
|  |                                                                             |
|  | \| \| Heterocrossa eriphylla \| \| \| \| \| \| Sosineura mimica \| \| \| \| |
|  |                                                                             |
|  | Heterocrossa eriphylla                                                      |
|  |                                                                             |
|  | Sosineura mimica                                                            |
|  |                                                                             |

|  | Heterocrossa eriphylla |
|  |                        |
|  | Sosineura mimica       |
|  |                        |

|  | Carposina sp.                                                               |
|  |                                                                             |
|  | \| \| Heterocrossa eriphylla \| \| \| \| \| \| Sosineura mimica \| \| \| \| |
|  |                                                                             |
|  | Heterocrossa eriphylla                                                      |
|  |                                                                             |
|  | Sosineura mimica                                                            |
|  |                                                                             |

|  | Heterocrossa eriphylla |
|  |                        |
|  | Sosineura mimica       |
|  |                        |

|  | Phycomorpha metachrysa |
|  |                        |
|  | Copromorpha sp.        |
|  |                        |

|  | Carposina sp.                                                               |
|  |                                                                             |
|  | \| \| Heterocrossa eriphylla \| \| \| \| \| \| Sosineura mimica \| \| \| \| |
|  |                                                                             |
|  | Heterocrossa eriphylla                                                      |
|  |                                                                             |
|  | Sosineura mimica                                                            |
|  |                                                                             |

|  | Heterocrossa eriphylla |
|  |                        |
|  | Sosineura mimica       |
|  |                        |

|  | Carposina sp.                                                               |
|  |                                                                             |
|  | \| \| Heterocrossa eriphylla \| \| \| \| \| \| Sosineura mimica \| \| \| \| |
|  |                                                                             |
|  | Heterocrossa eriphylla                                                      |
|  |                                                                             |
|  | Sosineura mimica                                                            |
|  |                                                                             |

|  | Heterocrossa eriphylla |
|  |                        |
|  | Sosineura mimica       |
|  |                        |

|  | Phycomorpha metachrysa |
|  |                        |
|  | Copromorpha sp.        |
|  |                        |

|  | Carposina sp.                                                               |
|  |                                                                             |
|  | \| \| Heterocrossa eriphylla \| \| \| \| \| \| Sosineura mimica \| \| \| \| |
|  |                                                                             |
|  | Heterocrossa eriphylla                                                      |
|  |                                                                             |
|  | Sosineura mimica                                                            |
|  |                                                                             |

|  | Heterocrossa eriphylla |
|  |                        |
|  | Sosineura mimica       |
|  |                        |

|  | Carposina sp.                                                               |
|  |                                                                             |
|  | \| \| Heterocrossa eriphylla \| \| \| \| \| \| Sosineura mimica \| \| \| \| |
|  |                                                                             |
|  | Heterocrossa eriphylla                                                      |
|  |                                                                             |
|  | Sosineura mimica                                                            |
|  |                                                                             |

|  | Heterocrossa eriphylla |
|  |                        |
|  | Sosineura mimica       |
|  |                        |

|  | Phycomorpha metachrysa |
|  |                        |
|  | Copromorpha sp.        |
|  |                        |

|  | Carposina sp.                                                               |
|  |                                                                             |
|  | \| \| Heterocrossa eriphylla \| \| \| \| \| \| Sosineura mimica \| \| \| \| |
|  |                                                                             |
|  | Heterocrossa eriphylla                                                      |
|  |                                                                             |
|  | Sosineura mimica                                                            |
|  |                                                                             |

|  | Heterocrossa eriphylla |
|  |                        |
|  | Sosineura mimica       |
|  |                        |

|  | Carposina sp.                                                               |
|  |                                                                             |
|  | \| \| Heterocrossa eriphylla \| \| \| \| \| \| Sosineura mimica \| \| \| \| |
|  |                                                                             |
|  | Heterocrossa eriphylla                                                      |
|  |                                                                             |
|  | Sosineura mimica                                                            |
|  |                                                                             |

|  | Heterocrossa eriphylla |
|  |                        |
|  | Sosineura mimica       |
|  |                        |

|  | Phycomorpha metachrysa |
|  |                        |
|  | Copromorpha sp.        |
|  |                        |

|  | Carposina sp.                                                               |
|  |                                                                             |
|  | \| \| Heterocrossa eriphylla \| \| \| \| \| \| Sosineura mimica \| \| \| \| |
|  |                                                                             |
|  | Heterocrossa eriphylla                                                      |
|  |                                                                             |
|  | Sosineura mimica                                                            |
|  |                                                                             |

|  | Heterocrossa eriphylla |
|  |                        |
|  | Sosineura mimica       |
|  |                        |

|  | Carposina sp.                                                               |
|  |                                                                             |
|  | \| \| Heterocrossa eriphylla \| \| \| \| \| \| Sosineura mimica \| \| \| \| |
|  |                                                                             |
|  | Heterocrossa eriphylla                                                      |
|  |                                                                             |
|  | Sosineura mimica                                                            |
|  |                                                                             |

|  | Heterocrossa eriphylla |
|  |                        |
|  | Sosineura mimica       |
|  |                        |

## Alcune specie

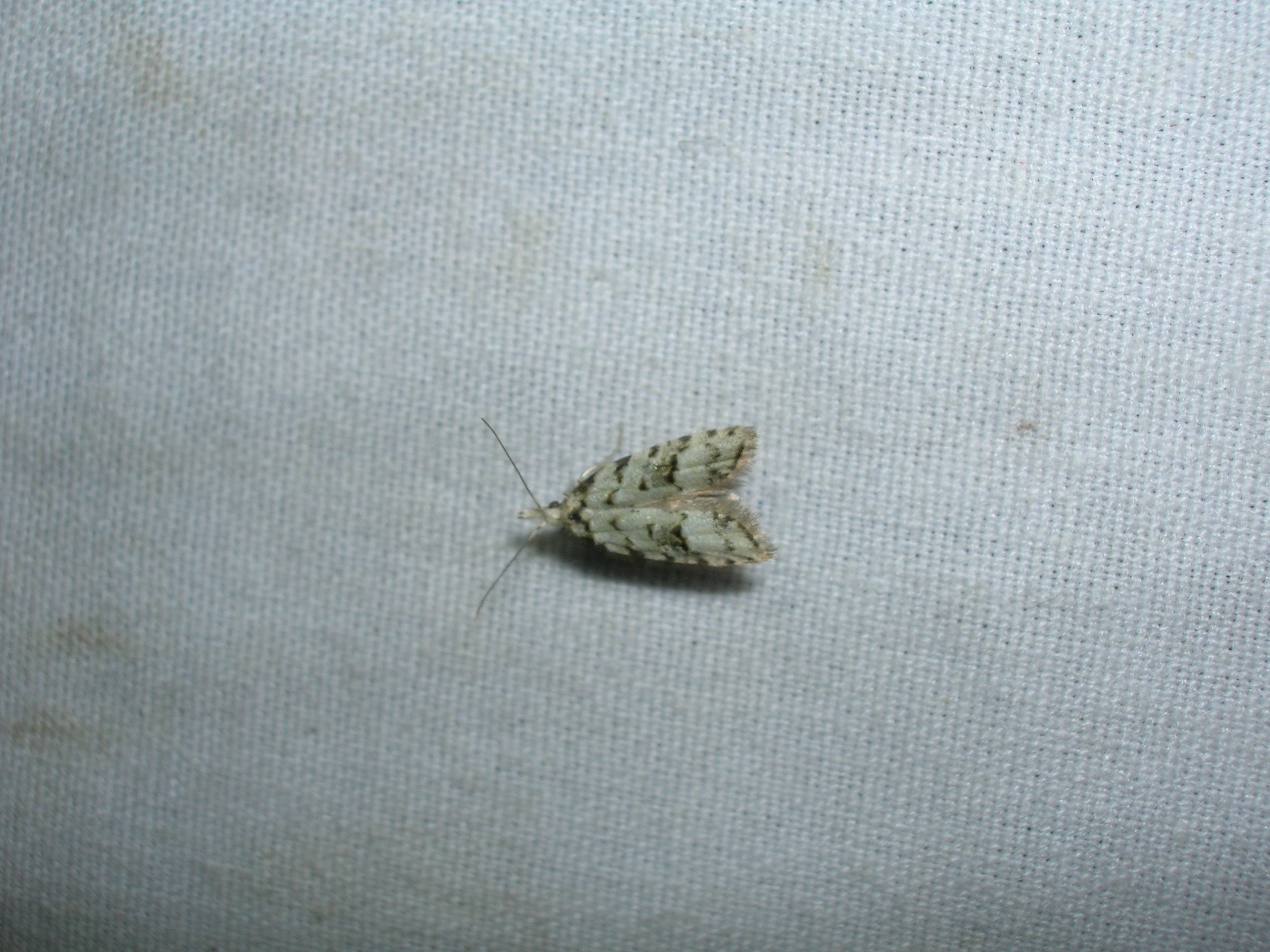
Carposina gracillima (Carposinidae)
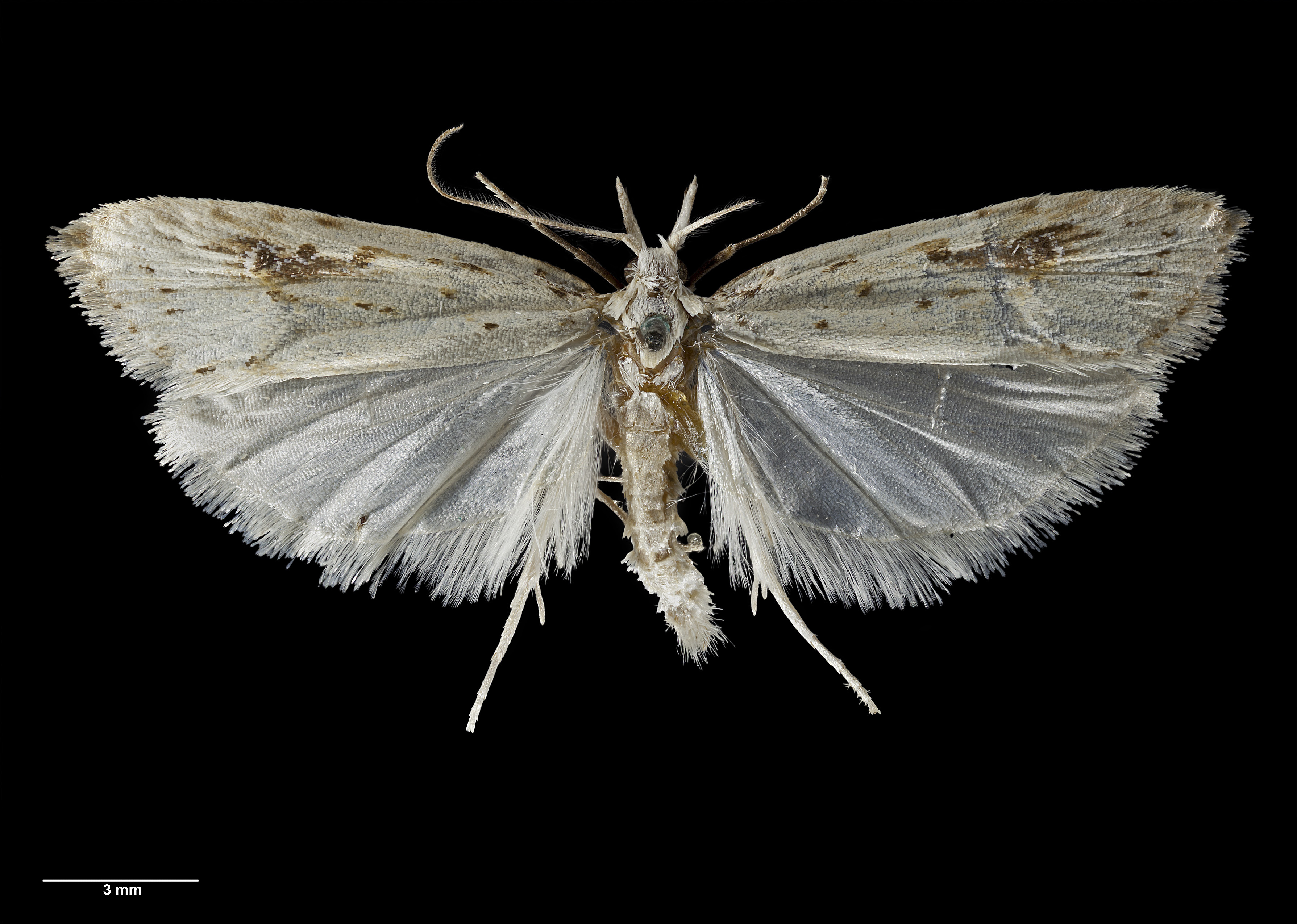
Carposina literata (Carposinidae)
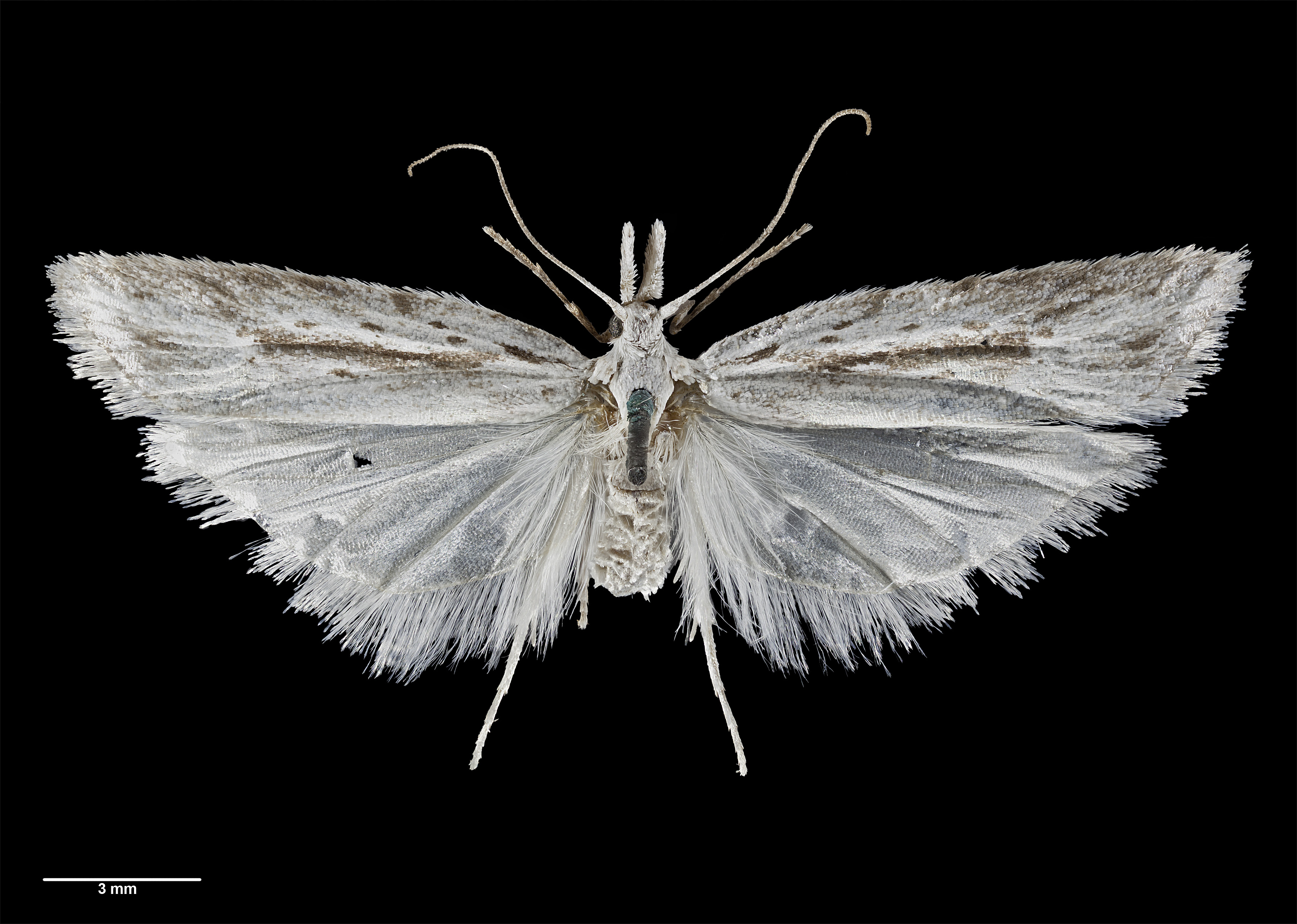
Carposina sanctimonea (Carposinidae)
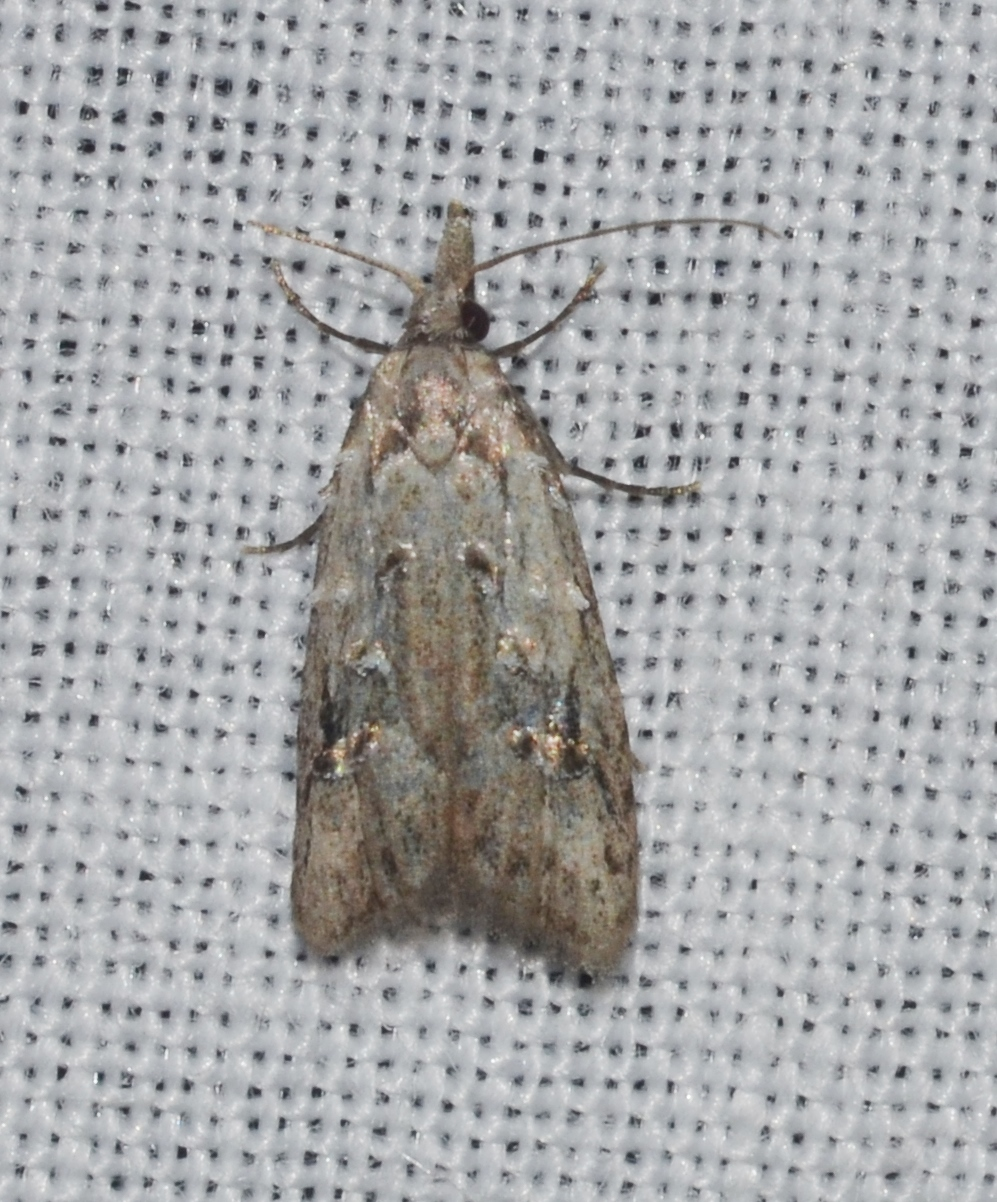
Carposina sasakii (Carposinidae)
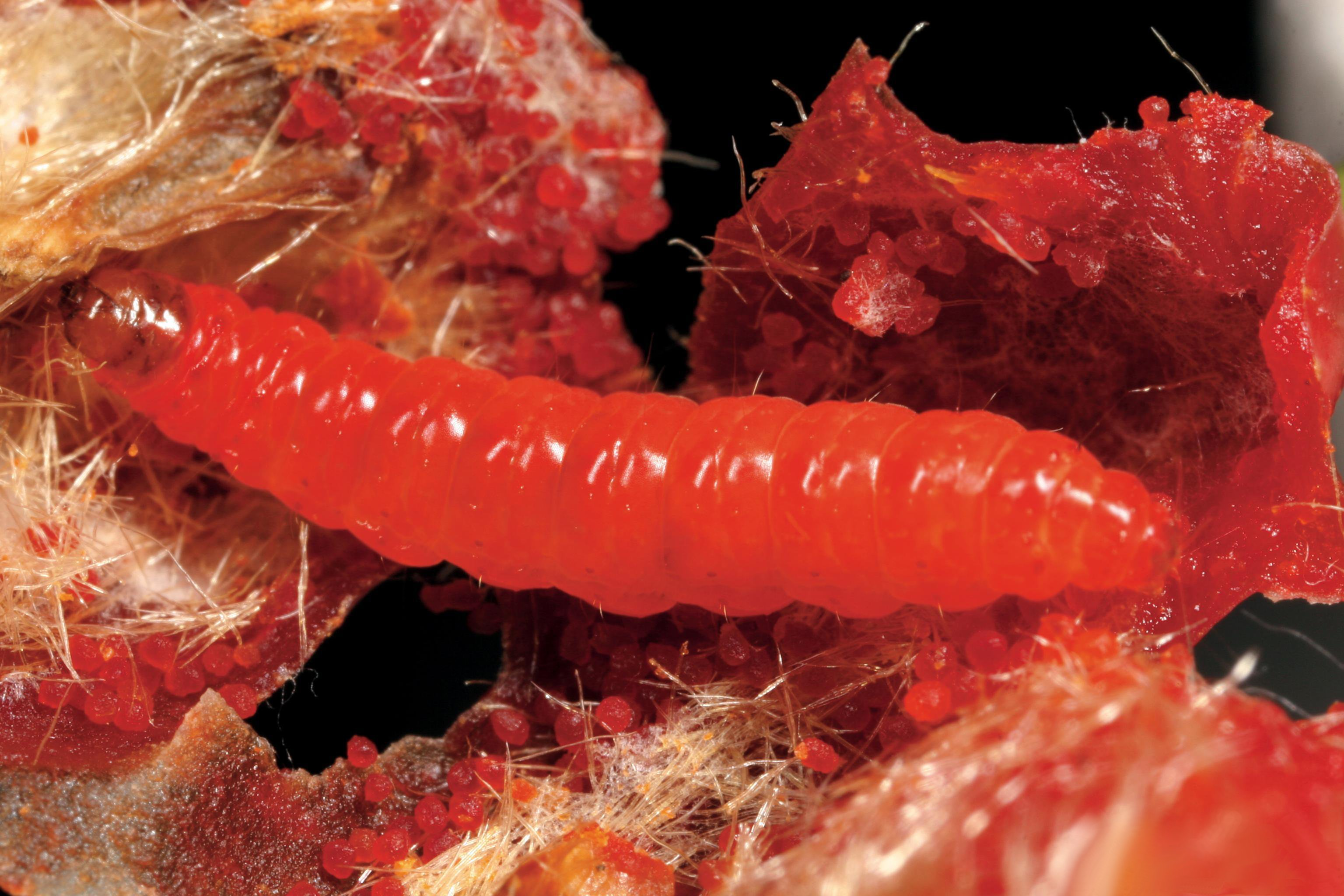
Carposina scirrhosella larva (Carposinidae)
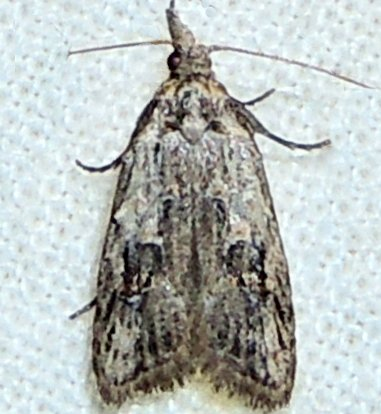
Carposina simulator (Carposinidae)
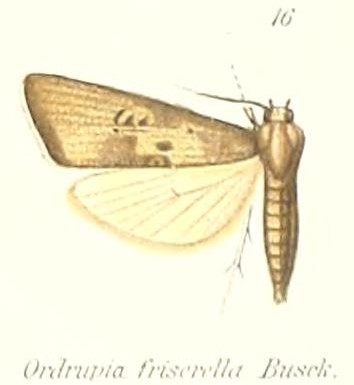
Ordrupia friserella (Copromorphidae)

## Conservazione
Nessuna specie appartenente a questa superfamiglia è stata inserita nella Lista rossa IUCN.

### Testi
- (EN) Barlow, H. S., An Introduction to the Moths of South East Asia, d'Abrera, B., Kuala Lumpur and Faringdon, U.K., The Malayan Nature Society and E.W. Classey, 1982,  pp. x+305; 50 pls, ISBN 9780860960188, OCLC 252308130.
- (EN) Bedding, R. A.; Akhurst, R. J.; Kaya, H. K. (Eds.), Nematodes and the Biological Control of Insect Pests, East Melbourne, Victoria, CSIRO, 1993,  pp. vi, 178, ISBN 0-643-05479-0, LCCN 95122855, OCLC 769343205.
- (FR) Bovey, P., Famille des Carposinidae, in Balachowsky, A. S. (Ed.) - Entomologie appliquée à l'agriculture, Vol. 2 - parte 1, Parigi, Masson, 1966,  pp. 892-893, ISBN non esistente, LCCN 64051169, OCLC 499307224.
- (EN) Brues, C. T.; Melander, A. L. & Carpenter, F. M., Classification of Insects, keys to the living and extinct families of Insects and of the living families of other terrestrial Arthropods, collana Bulletin of the Museum of Comparative Zoology, Vol. 108, Cambridge, Mass., Museum of Comparative Zoology at Harvard, 1954,  pp. 917, 1219 figg., ISBN non esistente, LCCN 54004017, OCLC 224819346.
- (EN) Capinera, J. L. (Ed.), Encyclopedia of Entomology, 4 voll., 2nd Ed., Dordrecht, Springer Science+Business Media B.V., 2008,  pp. lxiii + 4346, ISBN 978-1-4020-6242-1, LCCN 2008930112, OCLC 837039413.
- (DE) Caradja, A. & Meyrick, E., Materialien zu einer microlepidopteren Fauna der chinesischen Provinzen Kiangsu, Chekiang und Hunan, Berlino, R. Friedländer & Sohn, 1935,  pp. 96, 6 figg., ISBN non esistente, OCLC 250284568.
- (EN) Chapman, R. F., The insects: structure and function, 4ª edizione, Cambridge, Cambridge University Press, 1998,  pp. xvii, 770, ISBN 0-521-57048-4, LCCN 97035219, OCLC 37682660.
- (EN) Clarke, J. F. G., Catalogue of the type specimens of Microlepidoptera in the British Museum, Natural history, described by Edward Meyrick, Vol. 2 - Stenomidae, Xyloryctidae, Copromorphidae, Londra, British Museum, 1955,  p. 531, DOI:10.5962/bhl.title.68439, ISBN non esistente, LCCN 57002435, OCLC 462750494.
- (EN) Clarke, J. F. G., Catalogue of the type specimens of Microlepidoptera in the British Museum, Natural history, described by Edward Meyrick, Vol. 4 - Phaloniidae, Carposinidae, Chlidanotidae, Oecophoridae, Blastobasidae, Momphidae, Epermeniidae, Strepsimanidae, Physoptilidae, Londra, British Museum, 1963,  p. 521, DOI:10.5962/bhl.title.68439, ISBN non esistente, LCCN 57002435, OCLC 462827041.
- (EN) Clarke, J. F. G., Microlepidoptera: Tortricoidea, collana Bernice Pauahi Bishop Museum. Insects of Micronesia, Vol. 9 - Pt. 1, Honolulu, Bernice P. Bishop Museum, 1976,  p. 144, ISBN non esistente, LCCN 55041361, OCLC 3011361.
- (EN) Clarke, J. F. G., Pyralidae and microlepidoptera of the Marquesas archipelago (PDF), collana Smithsonian contributions to zoology, Vol. 416, Washington, D.C., Smithsonian Institution Press, 1986,  pp. 485; 318 figg., ISBN non esistente, LCCN 85600124, OCLC 603681108.
- (EN) Common, I. F. B, Lepidoptera (Moths and Butterflies), pp. 765-866, in The Insects of Australia, a text book for students and research workers, Melbourne, CSIRO - Melbourne University Press, 1970,  pp. 1029; 8 tavv., ISBN non esistente, LCCN 70461097, OCLC 959804253.
- (EN) Common, I. F. B., Moths of Australia, Slater, E. (fotografie), Carlton, Victoria, Melbourne University Press, 1990,  pp. vi, 535, 32 con tavv. a colori, ISBN 9780522843262, LCCN 89048654, OCLC 220444217.
- (EN) Diakonoff, A., Microlepidoptera of New Guinea. Results of the Third Archbold Expedition (American-Netherlands Indian Expedition 1938-1939) - Part III (PDF), collana Verhandelingen der Koninklijke Nederlandse Akademie van Wetenschappen, Afdeling Natuurkunde, (2)49, no. 4, Amsterdam, North-Holland Publishing Company, 1954,  pp. 1-164, 179 figg., ISBN non esistente, LCCN a53001811, OCLC 69050732.
- (DE) Diakonoff, A., Taxonomy of the higher groups of the Tortricoidea, in Strouhal, H. (a cura di), Verhandlungen des XI. Internationalen Kongresses für Entomologie: Wien, 17. bis 25. August 1960, Vol. 1 (96), Vienna, Organisationskomittee des XI. Internationalan Kongresses für Entomologie, 1961,  pp. XLIV, 803, ISBN non esistente, OCLC 245798528.
- (EN) Diakonoff, A., On a collection of some families of Microlepidoptera from Sri Lanka (Ceylon), collana Zoologische verhandelingen, Vol. 193, Leida, Rijksmuseum van Natuurlijke Historie, 1982,  p. 124, ISBN non esistente, LCCN 83155965, OCLC 66385479.
- (EN) Diakonoff, A., Glyphipterigidae auctorum sensu lato (Glyphipterygidae sensu Meyrick, 1913), collana Microlepidoptera Palaearctica, Vol. 7 (1), Vienna, G. Fromme, 1986,  p. 436, ISBN 9783765004551, LCCN 66092914, OCLC 256137003.
- (EN) Dugdale, J. S., Lepidoptera - annotated catalogue, and keys to family-group taxa (PDF), collana Fauna of New Zealand, Vol. 14, Wellington, Science Information Publishing Centre, 1988,  p. 262, ISBN 9780477025188, OCLC 889154749.
- (DE) Eckstein, K., Die Schmetterlinge Deutschlands: mit besonderer Berücksichtigung ihrer Biologie und wirtschaftlichen Bedeutung, Vol. 5: Kleinschmetterlinge, Stoccarda, Lutz, 1933,  p. 223, ISBN non esistente, LCCN 52054998, OCLC 163169738.
- (EN) Fernald, C. H., The genera of the Tortricidae and their types, Amherst, Mass., Press of Carpenter & Morehouse, 1908,  p. 67, ISBN non esistente, OCLC 11348691.
- (EN) Fletcher, T. B., A list of the generic names used for Microlepidoptera, collana India. Dept. of agriculture. Memoirs. Entomological seres, Vol. 11, Calcutta, Government of Inda central publication branch, 1929,  pp. I-X; 1-244+2, ISBN non esistente, OCLC 4545236.
- (EN) Grimaldi, D. A.; Engel, M. S., Evolution of the insects, Cambridge [U.K.]; New York, Cambridge University Press, maggio 2005,  pp. xv + 755, ISBN 978-0-521-82149-0, LCCN 2004054605, OCLC 56057971.
- (FR) Guillermet, C., Les Hétérocères, ou papillons de nuit, de l'île de La Réunion, Vol. 4 - Familles des Tineidae, Gracillariidae, Yponomeutidae, Plutellidae, Glyphipterigidae, Lyonetiidae, Elachistidae, Oechophoridae, Batrachedridae, Stathmopodidae, Cosmopterigidae, Gelechiidae, Pterophoridae, Copromorphidae, Carposinidae, Immidae, Choreutidae, Tortricidae, Thyrididae, Hyblaeidae, Saint Gilles-les-bains (La Réunion), Parc National de La Réunion: Association N.D.P., 2011,  p. 556, ISBN 9782954038407, OCLC 946579533.
- (EN) Hampson, G. F., Catalogue of Lepidoptera Phalaenae in the British Museum (PDF), Vol. 2 - Arctiadae (Nolidae, Lithosidae), Londra, Order of the Trustees, 1900,  pp. 589+20, DOI:10.5962/bhl.title.21046, ISBN non esistente, LCCN 01000079, OCLC 600882241.
- (DE) Hannemann, H. J., Kleinschmetterlinge oder Microlepidoptera / II, Die Wickler (s. l.) (Cochylidae und Carposinidae), Die Zünslerartigen (Pyraloidea), collana Die Tierwelt Deutschlands und der angrenzenden Meeresteile nach ihren Merkmalen und nach ihrer Lebensweise, Vol. 50, Jena, Gustav Fischer, 1964,  p. 401, ISBN non esistente, ISSN 0082-4305 (WC · ACNP), OCLC 769884034.
- (DE) Heinemann, H. Von, Die Schmetterlinge Deutschlands und der Schweiz, 2. Kleinschmetterlinge, Braunschweig, Vieweg, 1870,  p. 388, ISBN non esistente, LCCN ca08001808, OCLC 314474743.
- (DE) Hering, M. E., Die Schmetterlinge, in Die Tierwelt Mitteleuropas, collana Erganzungsband, 6(3), Lipsia, Quelle & Meyer, 1932,  p. 545, ISBN non esistente, LCCN agr28001360, OCLC 1098347.
- (DE) Herrich-Schäffer, G. A. W., Systematische Bearbeitung der Schmetterlinge von Europa, zugleich als Text, Revision und Supplement zu Jakob Hübner's Sammlung europäischer Schmetterlinge (PDF), Hübner, J., vol. 5, Ratisbona, In Commission bei G. J. Manz, 1853  [1843-1856],  p. 394, DOI:10.5962/bhl.title.67734, ISBN non esistente, LCCN ca07003057, OCLC 63606435.
- (DE) Holloway, J. D.; Bradley, J. D. & Carter, D. J., Lepidoptera, in Betts, C. R. (Ed.). CIE Guides to Insects of importance to Man, Vol. I, Londra, CAB International Institute of Entomology & British Museum (Natural History), 1987,  pp. 1-262, ISBN 9780851986050, OCLC 180474624.
- (DE) Hofmann, E. & Spuler, A., Die Schmetterlinge Europas (PDF), Vol. 2, Stoccarda, Schweizerbart, 1910,  pp. 1-523, DOI:10.5962/bhl.title.9477, ISBN non esistente, LCCN 74351241, OCLC 631407908.
- (EN) Huang, K. S. and Wu, W. J., Studies and control of Carposina niponensis, in Plant protection in China, Science Press, 1961,  pp. 848-874, ISBN non esistente.
- (EN) Inoue, H., Check List of the Lepidoptera of Japan, Vol. 1 - Micropterygidae-Phaloniidae, Tokyo, Rikusuisha, ottobre 1954,  p. 112, ISBN non esistente, OCLC 3392896.
- (JA) Ishiki, S., Carposinidae, in Iconographia Insectorum Japonicorum, 2ª edizione, Tokyo, Hokuryukan, 1958,  pp. 455-456 4 figg., ISBN non esistente, OCLC 490478968.
- (LA) Issiki, S., Carposinidae, in Esaki, T. (Ed.). Icones Heterocerorum Japonicorum in coloribus naturalibus, Osaka, Hoikusha, 1957,  pp. 147-150, ISBN non esistente, LCCN j61000713, OCLC 6452090.
- (EN) Janse, A. J. T., The Moths of South Africa, Vol. 1, Durban, E.P. & Commercial Printing Co., 1932,  pp. xi+376+15tavv., ISBN non esistente, LCCN 33031872, OCLC 163065842.
- (EN, JA) Kawabe, A., Carposinidae, in Moths of Japan (Nihon-san garui daizukan), Vol. 1, Tokyo, Kodansha, 1982,  p. 27, ISBN 9784069938221, OCLC 874996436.
- (DE) Kennel, J., Carposina, in Die Palaearktischen Tortriciden. Eine monographische Darstellung, collana Zoologica, Vol. 54, Stoccarda, E. Nagele, 1908,  pp. 100+2+12, ISBN non esistente, OCLC 457863975.
- (EN) Kristensen, N. P. (Ed.), Handbuch der Zoologie / Handbook of Zoology, Band 4: Arthropoda - 2. Hälfte: Insecta - Lepidoptera, moths and butterflies, Kükenthal, W. (Ed.), Fischer, M. (Scientific Ed.), Teilband/Part 35: Volume 1: Evolution, systematics, and biogeography, ristampa 2013, Berlino, New York, Walter de Gruyter, 1999  [1998],  pp. x, 491, ISBN 978-3-11-015704-8, OCLC 174380917.
- (EN) Laithwaite, E.; Watson, A.; Whalley, P. E. S. & Duckworth, W. D., The dictionary of butterflies and moths in colour, Londra, M. Joseph, 1975,  p. 296, ISBN 9780718114237, LCCN 9780718114237, OCLC 959505072.
- Mariani, M., Fauna Lepidopterorum Italiae Parte 1 - Catalogo ragionato dei Lepidotteri d'Italia, collana Giornale di scienze naturali ed economiche, Vol. 42, Palermo, Scuola tip. Boccone del povero, 1941-43,  p. 236, ISBN non esistente, OCLC 878966499.
- (EN) Matsumura, S., 6000 Illustrated Insects of Japan-Empire, Tokyo, The Toko-Shoin, 1931,  p. 1689, ISBN non esistente, OCLC 6686759.
- (EN) Meyrick, E., Exotic Microlepidoptera (PDF), Vol. 1, Londra, Taylor & Francis, 1912,  pp. 1-640, ISBN non esistente, LCCN 73420356, OCLC 427838628.
- (EN) Meyrick, E., Wagner, H. (Ed.). Lepidopterorum Catalogus (PDF), Vol. 13 - Carposinidae, Heliodinidae, Glyphipterygidae, Berlino, Junk, 1913,  pp. 3-8, DOI:10.5962/bhl.title.82093, ISBN non esistente, LCCN 12012878, OCLC 11830174.
- (EN) Meyrick, E., Exotic Microlepidoptera (PDF), Vol. 3, Londra, Taylor & Francis, 1923,  pp. 1-640, ISBN non esistente, LCCN 73420356, OCLC 10581383.
- (EN) Meyrick, E., A revised handbook of British Lepidoptera, Londra, Watkins & Doncaster, 1927,  p. 914, ISBN non esistente, LCCN agr28000899, OCLC 250550753.
- (EN) Meyrick, E., Exotic Microlepidoptera, Vol. 4, Londra, Taylor & Francis, 1930,  p. 642, ISBN non esistente, LCCN 73420356, OCLC 923574154.
- (EN) Okano, M., Carposinidae, in Inoue, H., Iconographia Insectorum Japonicorum colore naturali edita (Genshoku konchū daizukan), Vol. 1 - Lepidoptera, Tokyo, Hokuryukan, 1959,  pp. 284+40 (269, partim), ISBN non esistente, LCCN 2008551026, OCLC 52024813.
- (KO) Park, K. T., Microlepidoptera of Korea, in Hanguk tongsingmul togam = Illustrated flora and fauna of Korea, Vol. 27 - Insecta (IX), Soul Tukpyolsi, Samhwa Chulpansa, 1983,  pp. 1053; 49 tavv. col., ISBN non esistente, LCCN 2011395742, OCLC 897011573.
- (EN) Parker, S. B. (Ed.), Synopsis and classification of living organisms, vol. 2, New York, McGraw-Hill, 1982,  p. 1119, ISBN 9780070790315, LCCN 81013653, OCLC 7732464.
- (EN) Pierce, F. N. & Metcalfe, J. W., The genitalia of the group Noctuidae of the Lepidoptera of the British Islands (PDF), Liverpool, A. W. Duncan, 1909,  pp. XII+82; 22 figg., DOI:10.5962/bhl.title.8998, ISBN non esistente, LCCN agr09001610, OCLC 605987253.
- (EN) Robinson, G. S. & Nielsen, E. S., Tineid genera of Australia (Lepidoptera), East Melbourne, Victoria, CSIRO Publishing, gennaio 1993,  p. 344, ISBN 9780643105102, LCCN 96164653, OCLC 488138348.
- (JA) Sasaki, Ch., Kaju gaichū hen (= Insetti dannosi per gli alberi da frutto), Tokyo, Ookura Shoten, 1905,  p. 258, ISBN non esistente, OCLC 673671176.
- Schenkl, F.; Brunetti, F., Dizionario Greco-Italiano/Italiano-Greco, a cura di Meldi, D., collana La creatività dello spirito, Berrettoni G. (nota bibliografica), La Spezia, Casa del Libro - Fratelli Melita Editori, dicembre 1991  [1990],  pp. xviii, 972, 14 tavv., 538, ISBN 978-88-403-6693-7, OCLC 797548053.
- (EN) Scoble, M. J., The Lepidoptera: Form, Function and Diversity, seconda edizione, London, Oxford University Press & Natural History Museum, 2011  [1992],  pp. xi, 404, ISBN 978-0-19-854952-9, LCCN 92004297, OCLC 25282932.
- (EN) Sobczyk, T., World Catalogue of Insects, Vol. 10 - Psychidae (Lepidoptera), Stenstrup, Apollo Books, 2011,  p. 467, ISBN 978-87-88757-98-9, ISSN 1398-8700 (WC · ACNP), LCCN 2006356329, OCLC 928842464.
- (DE) Staudinger, O. & Rebel, H., Catalog der Lepidopteren des palaearctischen Faunengebietes (PDF), vol. 2, Berlino, Friedlander & Sohn, 1901,  pp. 1-368, DOI:10.5962/bhl.title.120482, ISBN non esistente, OCLC 804342952.
- (EN) Stehr, F. W. (Ed.), Immature Insects, 2 volumi, seconda edizione, Dubuque, Iowa, Kendall/Hunt Pub. Co., 1991  [1987],  pp. ix, 754, ISBN 071811423X, LCCN 85081922, OCLC 13784377.
- (DE) Swatschek, B., Die Larvalsystematik der Wickler: (Tortricidae und Carposinidae), aus dem Zoologischen Institut der Universitat Erlangen, collana Abhandlungen zur Larvalsystematik der Insekten, Vol. 3, Berlino, Akademie-Verlag, 1958,  pp. 269; 276 figg., ISBN non esistente, LCCN 60028951, OCLC 233652919.
- (EN) Walker, F., Suppl. 5 (PDF), in List of the specimens of Lepidopterous insects in the collection of the British Museum, Gray, J. E., Part 35, Londra, Order of the Trustees, 1866  [1854-66],  pp. 1535-2040, DOI:10.5962/bhl.title.58221, ISBN non esistente, LCCN agr04000350, OCLC 257830877.
- (EN) Walsingham, T., Microlepidoptera (PDF), in Sharp, D. - Fauna Hawaiiensis, Vol. 1, Parte 5, Cambridge, UK, University Press, 1907,  pp. 469-759, DOI:10.5962/bhl.title.58534, ISBN non esistente, LCCN 24001960, OCLC 906223948.
- (EN) Wang, J. X., Field application of the nematode Steinernema carpocapsae against the peach fruit moth Carposina niponensis, in Proceedings of the 2nd International Nematology Congress, Veldhoven, The Nederlands, 1990a,  p. 151, ISBN non esistente, OCLC 65606471.
- (EN) Wang, J. X., Use of the nematode Steinernema carpocapsae to control the major apple pest Carposina niponensis in China, in Proceedings and Abstracts of Vth International Colloquium on Invertebrate Pathology and Microbial Control, Adelaide, Australia, 20-24 August 1990, Adelaide, Australia, Society for Invertebrate Pathology, 1990b,  p. 392, ISBN 9780646005492, OCLC 23354756.
- (EN) Yasuda, T., Carposinidae (p. 85), in Issiki, S. & Mutuura, A. - Early stages of Japanese moths in colour, Osaka, Hoikusha, 1969,  pp. 237; 68 tavv., ISBN non esistente, OCLC 315864839.
- (EN) Zimmerman, E. C., Microlepidoptera. Part 1 (PDF), in Insects of Hawaii: a manual of the insects of the Hawaiian Islands, including an enumeration of the species and notes on their origins, distribution, hosts, parasites, etc., Vol. 9, Honolulu, University of Hawaii Press, 1978,  pp. 1-XVIII+1-881, ISBN 082482427X, LCCN 2001028123, OCLC 419259486.